# Airbus A400M
Der Airbus A400M Atlas ist ein militärisches Transportflugzeug von Airbus Defence and Space. Er ersetzt bzw. ergänzt in der Luftwaffe von sieben europäischen NATO-Staaten zunehmend den größtenteils veralteten Bestand an taktischen Transportflugzeugen der Typen Transall C-160 und Lockheed C-130 Hercules. Er zeichnet sich gegenüber diesen durch höhere Nutzlast, Transportvolumen, Geschwindigkeit und Reichweite aus und steigert damit die Fähigkeiten dieser Staaten im Bereich des strategischen Lufttransports. Der viermotorige Schulterdecker ist wie seine Vorgänger mit Turboprop-Triebwerken und einer befahrbaren Heckrampe ausgestattet, kann von kurzen, unbefestigten Pisten operieren sowie Fallschirmspringer und Lasten aus der Luft absetzen. Zum Einsatzspektrum zählen auch die Verwendungen als Lazarett- und Tankflugzeug. Die für das Projekt notwendige Neuentwicklung der Triebwerke EPI TP400-D6 übernahm das eigens gegründete Firmenkonsortium Europrop International.
Der nach jahrzehntelangen Vorplanungen im Jahr 2003 zwischen der Beschaffungsorganisation OCCAR und Airbus abgeschlossene Vertrag umfasste Entwicklung, Produktion und anfänglichen Support von 180 Maschinen zum Festpreis von 20 Milliarden Euro. Die Erstauslieferung war für Oktober 2009 vorgesehen. Die Auftraggeber sind Belgien, Deutschland, Frankreich, Luxemburg, Spanien, Türkei und Vereinigtes Königreich. Als weitere Kunden kamen 2005 Malaysia sowie 2021 Kasachstan und Indonesien hinzu. Nach mehrfachen Verzögerungen fand der Erstflug am 11. Dezember 2009 statt. Im August 2013 übernahmen die französischen Streitkräfte das erste Serienexemplar. Ende Dezember 2013 erfolgte der erste operative Einsatz, ein Flug nach Mali. Nach der Türkei und Großbritannien erhielt die deutsche Luftwaffe im Dezember 2014 als vierter Kunde ihre erste Maschine, 2015 folgte Malaysia, 2016 Spanien, 2020 Luxemburg und Belgien.

## Entwicklung

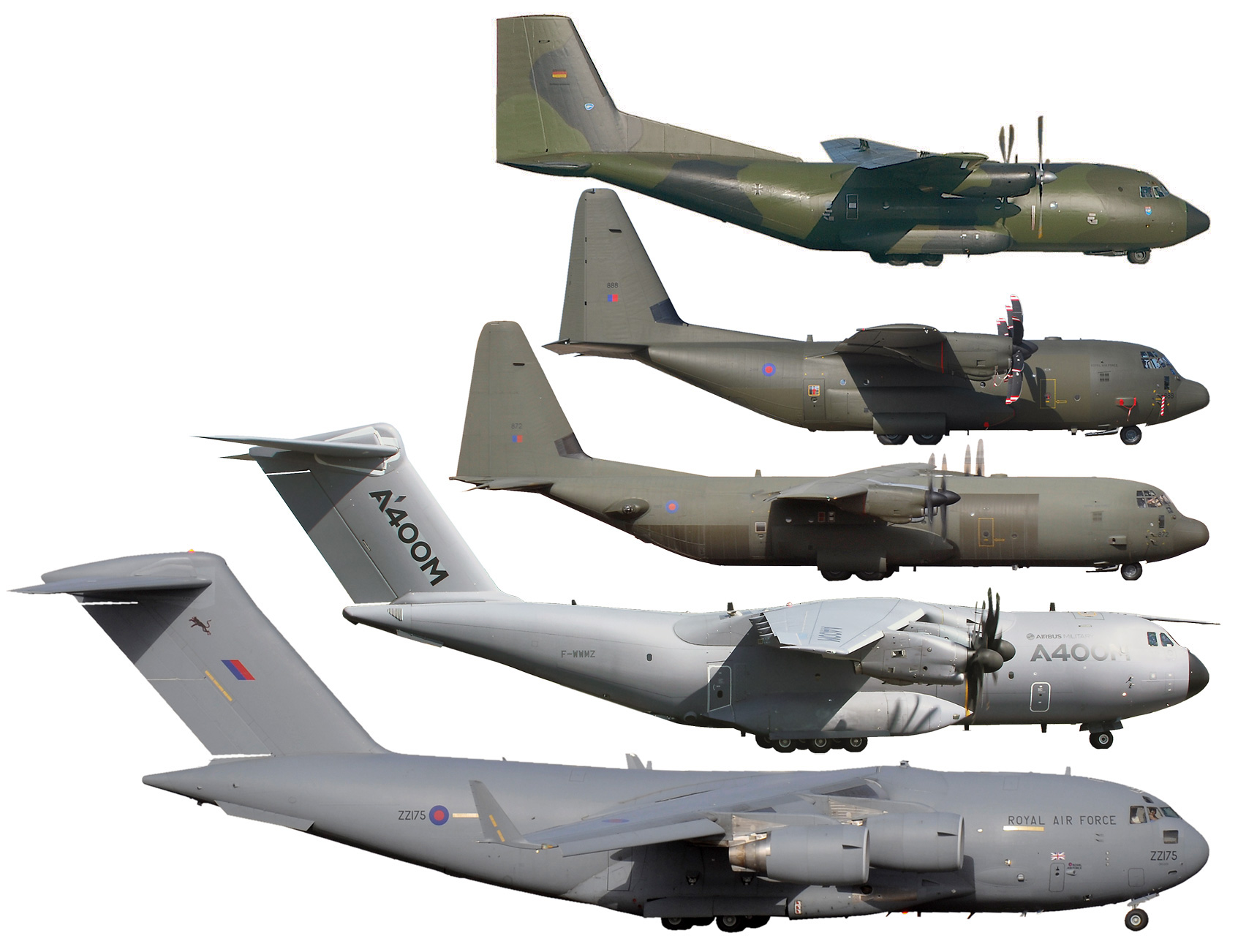
Im Größenvergleich zur A400M zu ersetzende bzw. alternative Typen:
• Transall C-160
• Lockheed C-130
• C-130J-30
• Airbus A400M
• Boeing C-17 (von oben nach unten)

### Anforderungen
Die A400M sollte den gestiegenen Anforderungen an militärische Lufttransportleistungen gerecht werden. Als taktischer und strategischer Transporter sollte der Airbus A400M durch hohe Reichweite, Geschwindigkeit und Ladekapazität, einen geräumigen Laderaum und flexible Einsatzmöglichkeiten den europäischen Streitkräften die Fähigkeit geben, bei auftretenden inner- und außereuropäischen Krisen schnell zu reagieren und große Mengen von Material und Personal zu verlegen. Neben den rein militärischen Aufgaben sollte das Flugzeug für die Evakuierung und Rettung von Staatsbürgern und humanitäre Hilfseinsätze bereitstehen (siehe auch Petersberg-Aufgaben). Gegenüber den Typen, welche die A400M ersetzt, verdoppeln sich Nutzlast und Reichweite etwa. Die Möglichkeit zur Luftbetankung erhöht die Reichweite darüber hinaus, mit Umrüstsatz wird der Transporter seinerseits zum Tankflugzeug. Es sollten Lasten bis zum Umfang eines Schützenpanzers oder mittleren Hubschraubers aufgenommen werden. Die taktischen Fähigkeiten der Vorgängermodelle sollten weitgehend erhalten bleiben oder verbessert werden. Dazu gehörten der Tiefflug, autonome Operationen ohne Bodenpersonal, Bodeneinrichtungen und bodengestützte Landehilfen, die Kurzstart- und -landefähigkeit auf unvorbereiteten Plätzen, der Steilabstieg und Allwettereinsatz. Fallschirmjäger sollten abgesetzt und Lasten über eine Heckrampe ohne weitere Hilfsmittel ein- und ausgeladen oder im Flug aus großer Höhe oder in Bodennähe abgeworfen werden können. Zum Einsatzspektrum zählen auch die Verwendungen als Lazarett- und Tankflugzeug.

### Anfänge
Als Anfang der 1980er Jahre der Bedarf erkannt wurde, den allmählich veraltenden Bestand an Transportflugzeugen wie die Lockheed C-130 Hercules und Transall C-160 in den europäischen Ländern zu ersetzen, gründeten Aérospatiale, British Aerospace, Lockheed und Messerschmitt-Bölkow-Blohm (MBB) im Dezember 1982 das Future International Military/Civil Airlifter-Konsortium (FIMA), um die Machbarkeit eines gemeinsamen Militärtransporters zu untersuchen. Im Jahr 1985 vereinheitlichten die Verteidigungsminister der Independent European Programme Group die Anforderungen an die Maschine, was den Weg für eine internationale Zusammenarbeit bei diesem Projekt frei machte. Drei Jahre später lag ein Anforderungsprofil (Outline Staff Target) für die neue Maschine vor. Zwischenzeitlich hatten sich im Jahr 1987 Aeritalia und CASA der FIMA angeschlossen; zwei Jahre später stieg Lockheed aus dem Projekt aus. Im Jahr 1991 wurde in Rom durch die Firmen das EuroFlag-Konsortium gegründet, das die Entwicklung und den Bau der Maschine übernehmen sollte. Gleichzeitig wurde die Prefeasibility und später Feasibility Phase gestartet, welche die Machbarkeit der Entwicklungsziele in Bezug auf die Kundenwünsche untersuchen sollte.
Im September 1994 war ein 1:1-Modell der A400M unter dem Namen Future Large Aircraft (FLA) auf der Luftfahrtschau in Farnborough zu sehen. Ein Jahr später löste sich das EuroFlag-Konsortium wieder auf, wobei das Projekt nunmehr von Airbus fortgeführt wurde.
Im Jahr 1996 wurden die inzwischen geänderten und ständig für Diskussionen sorgenden Anforderungen zu den European Staff Requirement (ESR) aktualisiert. Im September 1997 legten sieben Staaten eine Angebotsaufforderung vor und entschieden sich im Dezember desselben Jahres grundsätzlich für das nun A400M genannte Flugzeug, wobei die bindenden Zusagen ausblieben. Die Entscheidung für eine europäische Eigenentwicklung war umstritten. In Deutschland favorisierte Verteidigungsminister Volker Rühe die Idee einer Zusammenarbeit von Antonow und Airbus mit dem Ziel, das bereits als Prototyp vorhandene ukrainische Transportflugzeug Antonow An-70 weiterzuentwickeln, anstatt Airbus allein mit dem Neubau eines „Future Large Aircraft“ zu beauftragen. Airbus lehnte 1998 die AN-70 als Basis für das FLA-Projekt ab. Daneben wurde die Anschaffung der amerikanischen Typen Lockheed C-130J und Boeing C-17 untersucht. Basierend auf der Angebotsaufforderung und dem ESR legte Airbus Military Company (AMC) im Januar 1999 ein Angebot vor. Das Angebot beinhaltete feste Leistungen zu festen Preisen und Terminen (Commercial Approach).
Die 1998/1999 während der Intervention im Kosovokrieg deutlich gewordenen europäischen Defizite, die selbst bei innereuropäischen Operationen zur Abhängigkeit von den USA führten, unterstrichen den Bedarf für das lange geplante Flugzeug.

### Seit 2000

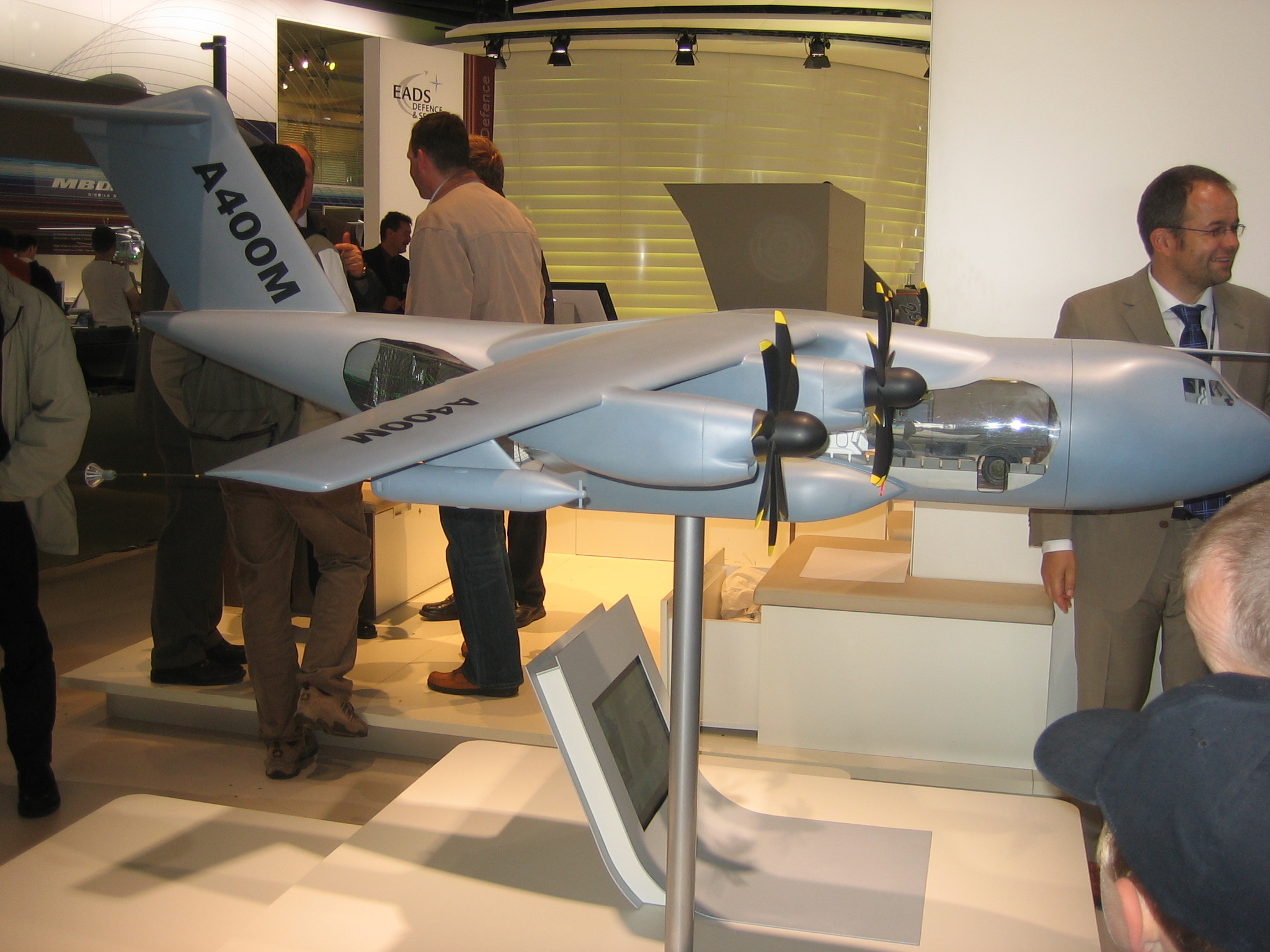
Modell des Airbus A400M (2006)

Am 16. Mai 2000 gab der britische Verteidigungsminister Geoff Hoon die Absicht zum Kauf von 25 A400M für die Royal Air Force bekannt. Am 9. Juni 2000, etwa einen Monat vor dem Börsengang der Airbus-Muttergesellschaft EADS, wurde in Mainz die politische Entscheidung der beiden Hauptkunden zugunsten von Airbus verkündet. Sie fiel im Rahmen des 75. Deutsch-Französischen Gipfels zwischen Staatspräsident Jacques Chirac und Bundeskanzler Gerhard Schröder. Deutschland nannte dabei einen operationellen Bedarf von etwa 75 und Frankreich von 50 Flugzeugen. Im Vordergrund stand die Weiterentwicklung der Europäischen Sicherheits- und Verteidigungspolitik und die Bildung einer kohärenten und gemeinsamen europäischen Lufttransportflotte. Die Gipfelerklärung enthielt den Wunsch an die beteiligte Industrie, Möglichkeiten der Kooperation mit Russland und der Ukraine zu suchen. Da zudem die Entwicklung des Airbus A380 anstand und der Aufbau eines europäischen satellitengestützten Aufklärungsverbundes (SAR-Lupe/Helios) beschlossen wurde, sprach Frankreichs Premierminister Lionel Jospin von der Fähigkeit Europas, „sich in große industrielle Abenteuer zu begeben“.
Im Juni 2001 wurde die Rüstungsbehörde OCCAR als Vertragspartner für das Projekt bestimmt, und am 18. Dezember 2001 wurde in Brüssel ein Vertrag über die Lieferung von 196 Flugzeugen unterzeichnet. Er trat jedoch nicht in Kraft, da der Deutsche Bundestag die Finanzierung der für die Bundeswehr vorgesehenen 73 Maschinen ablehnte. Erst nach einer Reduzierung des deutschen Anteils auf 60 Stück wurde am 27. Mai 2003 in Bonn der endgültige Vertrag über nun 180 Maschinen zum Preis von 20 Milliarden Euro unterschrieben. Im selben Monat wurde auch das Triebwerk eines europäischen Konsortiums (siehe Antrieb) für die Maschine ausgewählt – statt eines Angebots von Pratt & Whitney Canada. Am 26. Juni 2008 wurde der Transporter bei EADS in Sevilla offiziell vorgestellt.
Ende des Jahres 2007 wurde mit dem Bau des ersten Prototyps begonnen. Die A400M sollte ab 2008 in die Serienproduktion gehen. Der Rollout der ersten Maschine an der Endmontagelinie in Sevilla erfolgte am 26. Juni 2008, die ersten Bodentests begannen am 3. September 2009. Der Erstflug eines Airbus A400M war laut Airbus für den Spätsommer oder Herbst 2008 geplant; die ursprünglich für den Oktober 2009 anvisierte Erstauslieferung wurde zunächst um sechs Monate verschoben – mit dem Risiko einer Verzögerung um weitere sechs Monate. Frankreich sollte im Frühjahr 2010 die erste A400M erhalten; an die Bundeswehr sollte sie im Jahr 2011 ausgeliefert werden. Da die alten Hercules- und Transall-Maschinen nicht so lange im Einsatz bleiben können, wurde verschiedentlich eine Zwischenlösung gesucht. Die deutsche Luftwaffe entschied, sechs Antonow An-124-100 über das zwischenzeitlich entwickelte SALIS-Programm zu chartern. Lockheed Martin gab zudem ein Leasingangebot über vier Hercules C-130J ab.

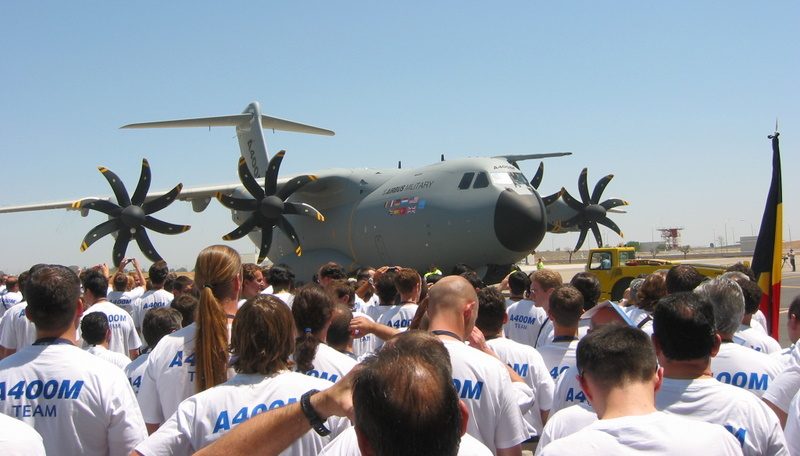
Rollout des ersten Airbus A400M, im Vordergrund EADS-Mitarbeiter (26. Juni 2008)

Am 22. April 2008 gab der für die Airbus-Militärsparte zuständige Carlos Suárez in Sevilla bekannt, dass die internen Kosten für das Projekt um 1,4 Milliarden Euro gestiegen seien. Weiterhin bestätigte er, dass Airbus noch immer Probleme mit den Triebwerken der A400M habe. Allein die Zulassung der digitalen Überwachungs- und Regelsoftware (FADEC) der Triebwerke nach zivilen Standards führte zu einem Zeitverzug von über einem Jahr mit der entsprechenden Verteuerung. Weitere Verzögerungen durch Triebwerksprobleme gab Airbus zusammen mit einer Kostensteigerung um nochmals 314 Millionen Euro am 24. November 2008 bekannt. Der Programm-Manager Tom Williams gab zudem bekannt, dass der Erstflug gegen Ende 2009 stattfinden werde. Am 10. Januar 2009 veröffentlichte die Financial Times Deutschland (FTD) einen Artikel, demzufolge der Airbus-Konzern „vor einer kompletten Überarbeitung des 20-Mrd.-Euro-Festpreisauftrags für 180 Maschinen“ stehe. Als Grund wurde genannt, dass momentan weder das geplante Eigengewicht des Flugzeugs noch die angepeilte Nutzlast erreicht werden könne. Es werde nunmehr von einer Auslieferung im Jahre 2013 ausgegangen. Im Einzelnen gebe es Probleme mit der Triebwerkssoftware (die dem Unternehmen MTU Aero Engines zufolge dreimal so aufwändig sei wie die des Airbus A380); der Lautstärke des Propellerantriebs; der Flugzeugsteuerung und einem um 12 t zu hohen Gewicht des Flugzeugs; außerdem sei die Laderampe im Augenblick nicht in der Lage, einen Panzer in das Flugzeug rollen zu lassen, ohne dass diese am Übergang Rampe-Flugzeug Schaden nehme.
Am 3. Februar 2009 wurde bekannt, dass Airbus wegen finanzieller Probleme durch den erhöhten Finanzbedarf infolge der technischen Probleme und der Programmverzögerung nicht mehr unbedingt an der Realisierung festhalte. Weiterhin hätten laut Branchenkreisen Simulationen von Airbus ergeben, dass Steilanflüge – auch „Sarajevo-Approach“ genannt – bei jetzigem technischen Stand ein Propellerflattern auslösen würden. Aufgrund der schweren technischen Probleme, der langen Verzögerung des ganzen Projektes sowie der hohen Kostensteigerungen wurde in der politischen Diskussion weder ein Abbruch des Projekts noch eine Alternativplanung ausgeschlossen. Am 24. Juli 2009 vereinbarten die Verteidigungsminister der beteiligten Länder jedoch vorerst ein Festhalten an dem Projekt und eine Neuplanung von Finanzierung und Terminen innerhalb eines halben Jahres. Mit einer Verzögerung von vier Jahren gegenüber der ursprünglichen Planung wurde gerechnet.

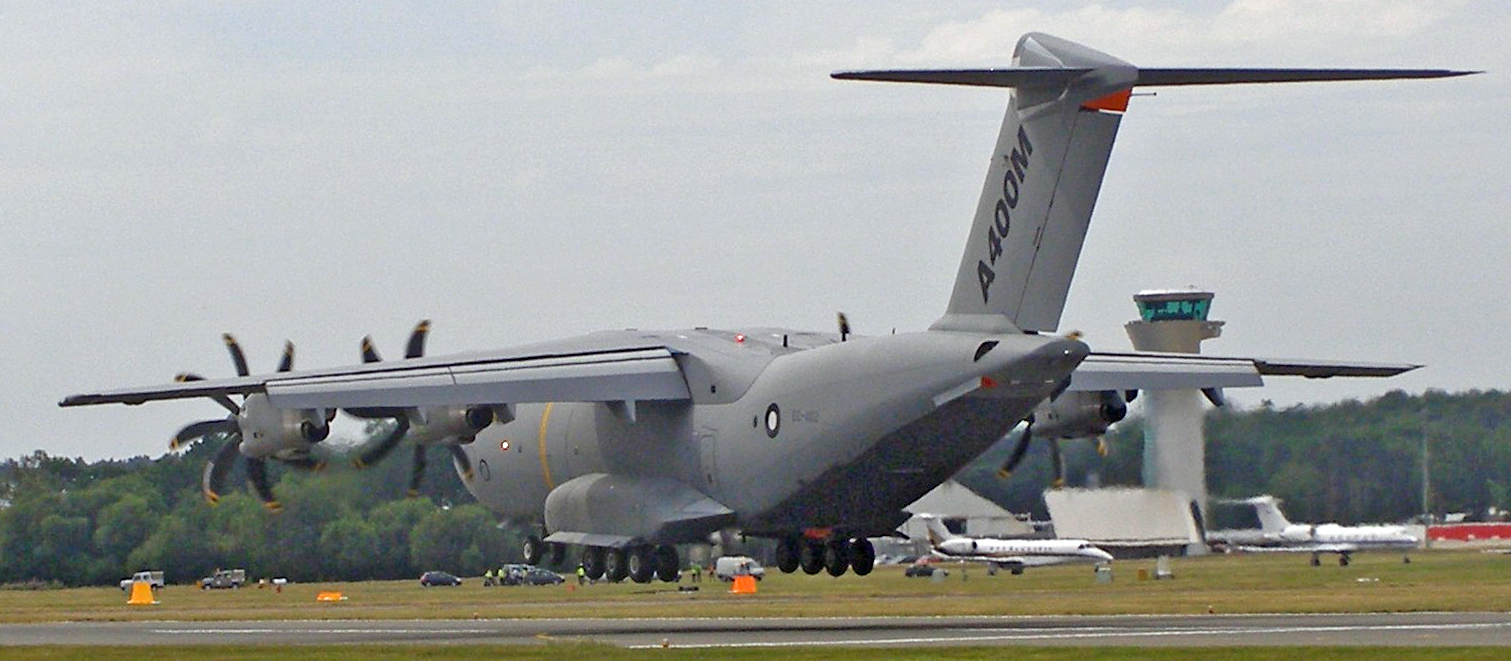
Prototyp landet auf der Farnborough International Airshow (2010)

Im Januar 2010 waren die genauen Mehrkosten unbekannt. Der Spiegel sprach von etwa 11,3 Mrd. Euro, wovon rund die Hälfte auf Probleme mit den Triebwerken zurückzuführen sein soll. In anderen Presseberichten ist von 5 Mrd. Euro die Rede. Ursprünglich wollte Airbus die Triebwerke kostengünstiger vom amerikanischen Weltmarktführer Pratt & Whitney Canada entwickeln lassen. Allerdings bestanden europäische Staaten auf dem Kauf bei einem europäischen Konsortium, das eine völlige Neuentwicklung starten musste. Aufgrund dieser Entscheidung sah Airbus eine Mitverantwortung bei den Bestellerstaaten und drohte mit der Einstellung des Projektes, sollten diese bis Ende Januar 2010 keine Zusage zur Beteiligung an den Mehrkosten abgegeben haben. Airbus erreichte eine Nachverhandlung des Vertrags, woraufhin die Kundenstaaten 2010 einen Teil der in Milliardenhöhe auflaufenden Mehrkosten übernahmen, einige Maschinen abbestellten und eine spätere Auslieferung akzeptierten. Der Stückpreis kletterte damit von 125 Millionen Euro auf 175 Millionen Euro. Trotz der hohen Mehrkosten einigten sich die Staaten und EADS Anfang März 2010 dabei auf den Bau des Flugzeugs. Die Staaten sollten einer Preiserhöhung um zehn Prozent (etwa zwei Milliarden Euro) zustimmen. Sie stellten weitere 1,5 Milliarden Euro bereit, die bei zusätzlichen Exportumsätzen der A400M von Airbus wieder zurückgezahlt werden sollen. Insgesamt wurden für das Flugtestprogramm fünf Maschinen vorgesehen, die zusammen 4370 Flugstunden (Fh) erfliegen sollen (davon 1850 Fh für zivile, 2520 Fh für militärische Zertifikationen).

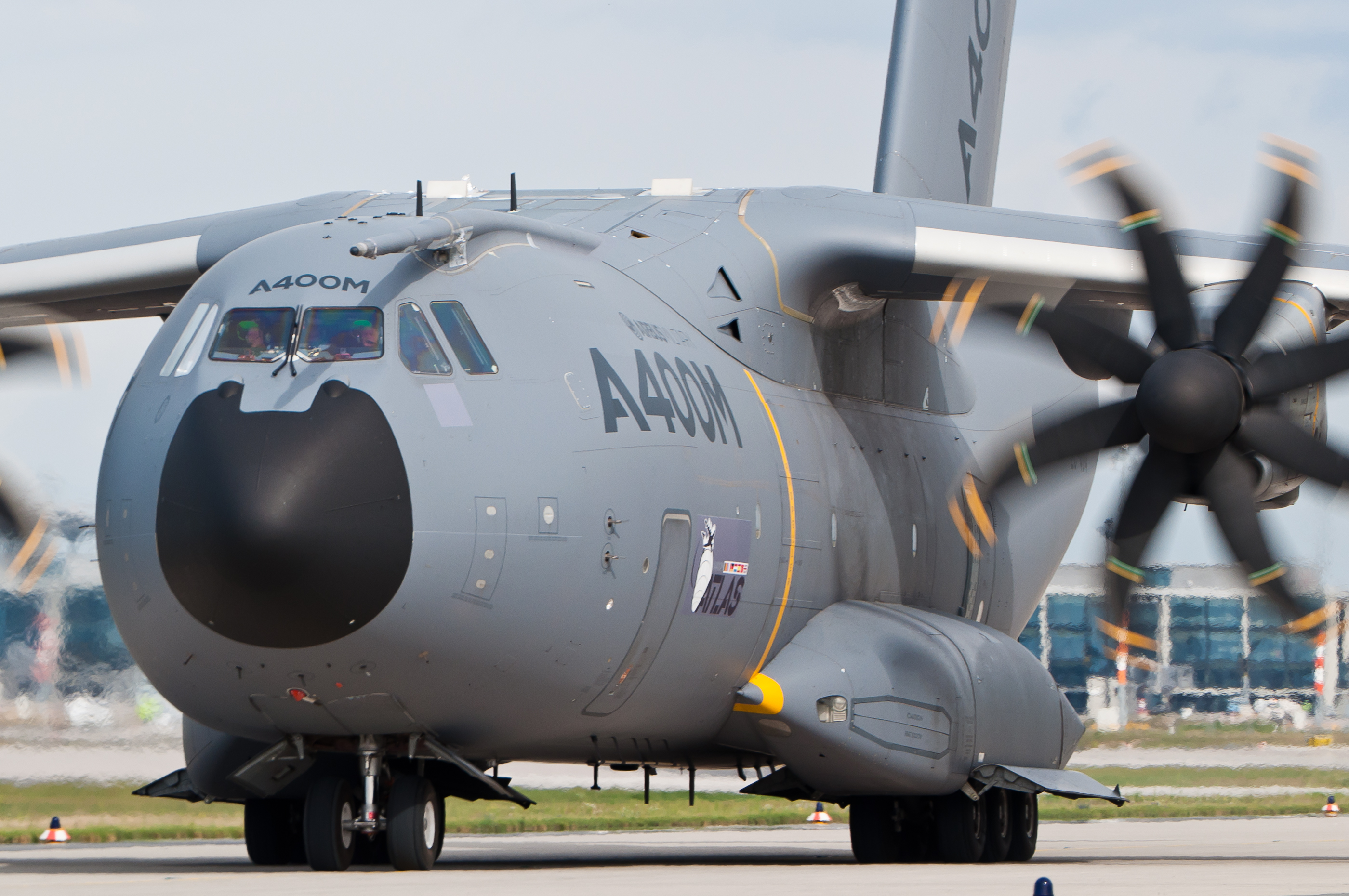
MSN004 auf der ILA 2012

Am 5. November 2010 wurde bekannt, dass die Finanzierung der A400M gesichert sei. EADS hatte sich mit den sieben Käuferstaaten auf eine Lösung für den Militärtransporter geeinigt: Deutschland bestellt 53 statt wie geplant 60 Maschinen; die übrigen sieben Bestellungen werden in eine Option umgewandelt. Die Bundeswehr verzichtet auf die geforderte vollautomatische Tiefflugfähigkeit der A400M. „Mit diesen Maßnahmen wird der deutsche Anteil an der Preiserhöhung von rund 670 Millionen Euro kompensiert.“ Die Serienproduktion der dringend benötigten Maschinen sollte gegen Ende 2010 beginnen. Die Auslieferung der ersten Maschine an die Bundeswehr war für 2014 geplant; bis 2020 sollten alle Maschinen für die deutsche Luftwaffe ausgeliefert sein. Frankreich sollte im Jahr 2013 eine erste Maschine bekommen.
Bei Airbus in Bremen begann die Produktion der ersten Serienmaschinen im November 2010. Die Armée de l’air plante, nach dem Erhalt der siebenten Maschine eine erste Einsatzbereitschaft zu erklären, was bei verzögerungsloser Auslieferung 2014 der Fall gewesen wäre.
Am 23. November 2011 gab Airbus Military bekannt, dass die Endmontage der ersten für Frankreich bestimmten Maschine (MSN007) begonnen habe. Einen Tag zuvor war der Rumpf in Sevilla eingetroffen. Tragflächen und die Bugsektion befanden sich schon seit dem 26. Oktober 2011 an der spanischen Produktionsstätte der Airbus-Tochter. 2012 wurde der name Atlas für das Flugzeug bekannt gegeben. Wegen Rissbildung an Rumpfteilen aus einer bestimmten Aluminiumlegierung gab Airbus im Mai 2016 seinen Kunden bekannt, dass diese bei allen bereits ausgelieferten Maschinen ausgetauscht werden müssten. Der Umbau wurde auf sieben Monate je Flugzeug geschätzt und sollte möglichst mit regulären Überholungen und Nachrüstungen gebündelt werden. Daneben wurden Schäden am Propellergetriebe bekannt, die im Flugbetrieb außerplanmäßige Wartungsarbeiten erforderten und die der Hersteller mit dem Austausch von Komponenten sowie einer „Anpassentwicklung“ des Getriebes beheben möchte. Die Finanzen des Airbus-Konzerns wurden 2019 durch das Projekt mit Rückstellungen in Höhe von über 8,8 Milliarden Euro belastet.

### Flugerprobung

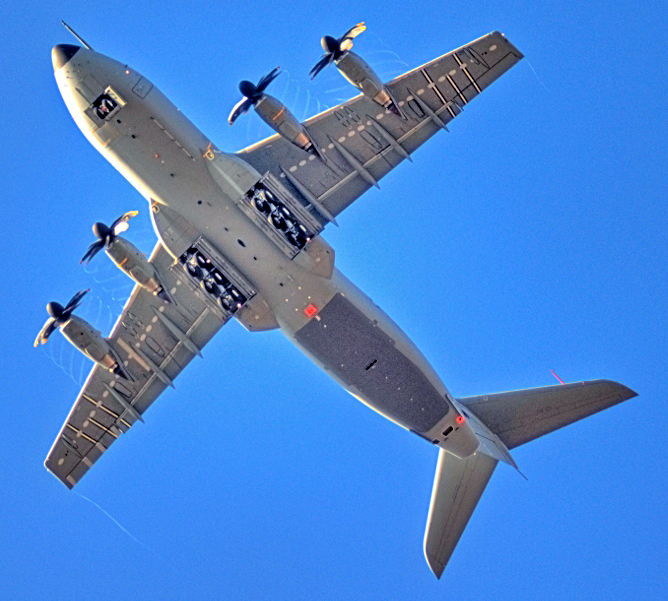
A400M beim Erstflug (11. Dez. 2009)

Fünf Prototypen dienen zur Erprobung und Zertifizierung des Flugzeugs. Vor dem Erstflug im Dezember 2009 sah Airbus für diese Flotte 1850 Flugstunden bis zum Erreichen der zivilen Zulassung vor sowie weitere 2520 Flugstunden bis zur damals für Ende 2012 geplanten militärischen Zulassung und Indienststellung. Fast neun Jahre nach dem Erstflug gab Airbus im November 2018 bekannt, dass inzwischen 10.000 Stunden in der weiterhin andauernden Flugerprobung erreicht waren.

#### Erstflug
Der Erstflug fand am 11. Dezember 2009 in Sevilla statt und dauerte 3 Stunden und 47 Minuten. Das Abfluggewicht betrug 127 Tonnen, wovon 13 Tonnen auf die Ausrüstung für den Testflug und 2 Tonnen auf Wasserballast entfielen. An Bord waren der militärische Cheftestpilot Edward Strongman, der Testpilot Ignacio Lombo, der für die Triebwerke zuständige Flugingenieur Jean-Philippe Cottet, der Flugingenieur Eric Isorce, zuständig für die Bordsysteme, sowie die Flugingenieure Didier Ronceray und Gerard Leskerpit. Der Start erfolgte um 10:15 Uhr (MEZ). Nach einem Überflug in Landekonfiguration erfolgte die Landung um 14:02 Uhr. Während des Erstfluges detektierte einer der Steuerungscomputer für die Antriebe einen Ausfall, sodass eines der vier Triebwerke aus Sicherheitsgründen automatisch in den Leerlauf versetzt wurde. Das Problem wäre möglicherweise durch einen Neustart des Triebwerks zu beheben gewesen; da das Flugzeug bei einem Scheitern des Neustarts jedoch mit einem stehenden Propeller gelandet wäre, wurde darauf verzichtet.

#### Betrieb auf unbefestigten Pisten

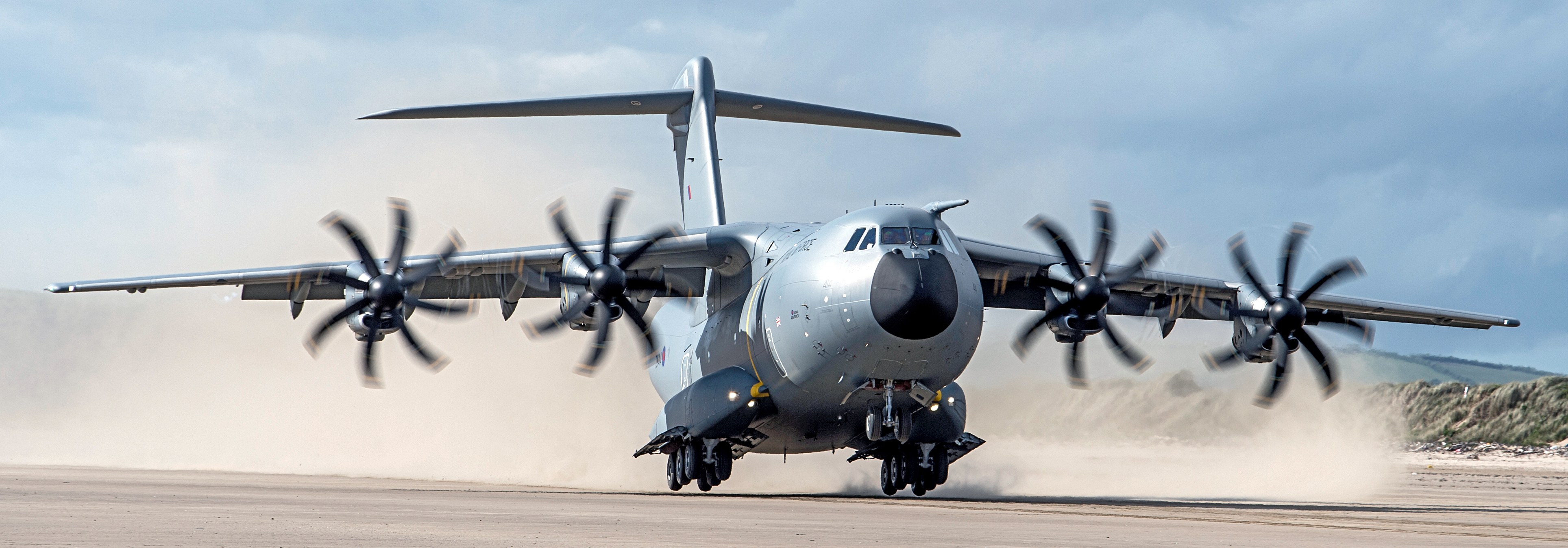
Start einer A400M der RAF von einem Strand in Wales

Die A400M soll mit ihrem zwölfrädrigen Hauptfahrwerk eine bessere Aircraft Classification Number, also eine geringere Belastung der Flugbetriebsflächen erreichen als die leichtere C-130 mit nur vierrädrigem Hauptfahrwerk. Mit Stand Dezember 2016 war die A400M für den Betrieb auf Graspisten zertifiziert, während der Zertifizierungsprozess nach erfolgten Tests auf Schotter- und Sandpisten noch lief. Bei einer Versuchsreihe im Sommer 2013 absolvierte der zweite Prototyp mit dem Kennzeichen EC-402 25 Landungen sowie Rollversuche und Startabbrüche auf einer Schotterpiste beim nordostspanischen Ablitas. Die Zertifizierungstests mit etwa 40 Starts und Landungen sowie Bodenmanövern auf Graspiste und freiliegendem Erdboden fanden im September 2015 im französischen Écury-sur-Coole statt. Im Mai 2012 hatten Versuche auf der Graspiste des Flugplatzes Cottbus-Drewitz noch abgebrochen werden müssen, nachdem das linke Fahrwerk beim starken Abbremsen während eines Startabbruch-Manövers in den Grasboden eingesunken war. Tests auf einer Sandpiste führte Airbus im August 2016 auf dem eigens präparierten Woodbridge Airfield in England durch. Die französische Luftwaffe unternahm mit einer eigenen Maschine im August 2016 eine Testkampagne auf einer Laterit-Piste in Madama, Niger. Dabei wurde festgestellt, dass verstärkte Instandsetzungsmaßnahmen durch Pioniere notwendig waren, um nach A400M-Landungen Spurrillen zu beseitigen und die Bahn wieder für kleinere Transportmaschinen benutzbar zu machen. Eine Maschine der Royal Air Force landete und startete 2017 erstmals auf einem dafür vorgesehenen Strandabschnitt bei Pembrey in Wales.

#### Luftbetankungsfähigkeit

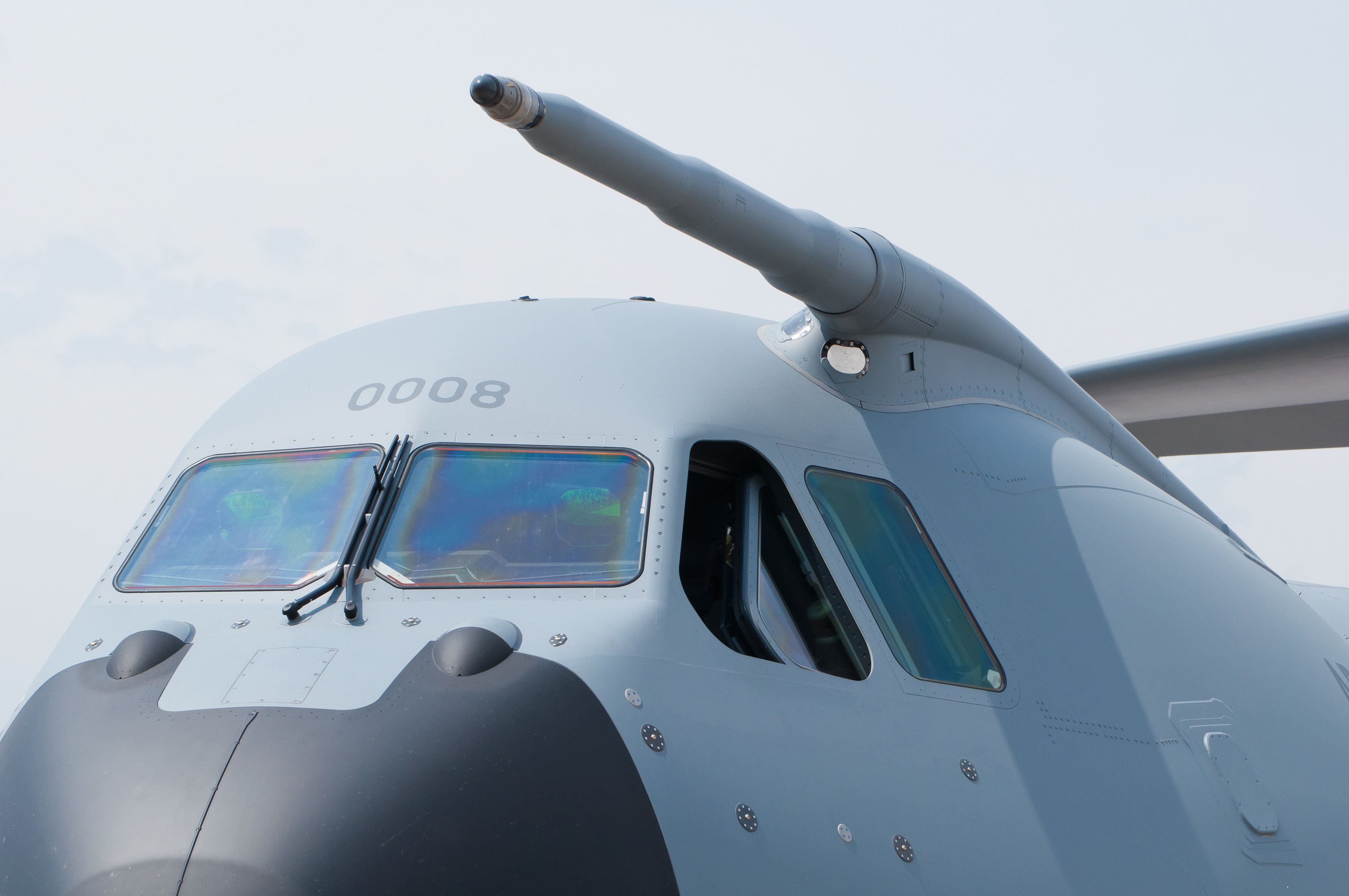
Luftbetankungssonde oberhalb des Cockpits

Während eines Testfluges am 5. Dezember 2013 wurde das erste Mal eine Luftbetankung durchgeführt, bei der Kraftstoff von einer Transall C-160 an eine A400M abgegeben wurde. Der erste „trockene“ Test war im Jahr 2010 durchgeführt worden. Im August 2014 fanden weitere Tests mit der A400M als Tankflugzeug statt, dabei wurden 68 „Kontakte“ (Andockmanöver am Tankflugzeug) durchgeführt und in 35 Manövern insgesamt 18,6 t Kraftstoff übertragen. Im Februar 2015 wurde bei Flugversuchen das erste Mal Kraftstoff gleichzeitig an zwei Flugzeuge abgegeben.
Ob die zugesicherte und von Frankreich geforderte Fähigkeit zur Luftbetankung von Hubschraubern realisiert werden kann, war bis Ende 2015 noch nicht absehbar. Um den Sicherheitsabstand der Hubschrauberrotoren zum Flugzeug zu wahren, müssen die Betankungsschläuche bei der A400M weiter aus den an beiden Tragflächen angebrachten Behältern ausgefahren werden als bei der kürzeren Lockheed KC-130. Damit wächst die Neigung zur Instabilität der Schläuche. Hinzu kommen von den Tragflächen verursachte, starke Turbulenzen. Frankreich stellte Mittel zum Kauf anderer Tankflugzeuge für diesen Zweck bereit. Airbus vergab einen Forschungsauftrag an das Institut ONERA, um die Möglichkeit längerer Betankungsschläuche zu untersuchen, Mitte 2016 waren erste Tests im Windkanal absolviert. 2019 wurden die Flugtests für die Zulassung des im Laderaum mitführbaren Luftbetankungssystems CHT (Cargo Hold Tanks) erfolgreich abgeschlossen. Die A400M kann in ihrem Laderaum zwei Stück der 7200 Liter fassenden Tanks transportieren. Die Tests umfassten die Entwicklung und Zertifizierung der Laderaumtanks mit der neuesten Software des Fuel Quantity Management System. Die abschließende Zertifizierung sollte noch 2019 erfolgen. Weiter beschäftigte man sich mit der Weiterentwicklung des Nachttank-Vision-Systems und ersten Versuchen bezüglich der Luft-Luft-Betankungsfähigkeiten von Hubschraubern. Im August 2020 wurde mit einem Eurocopter EC725 Caracal der französischen Streitkräfte das erste Mal erfolgreich ein Hubschrauber durch einen A400M betankt. Im April 2021 fanden die finalen Zertifizierungsflüge für die gleichzeitige Betankung zweier Hubschrauber statt.
Zur Betankung von Großflugzeugen wird seit Ende 2023 von der Bundeswehr ein neues System mit zentralem Tankschlauch an der Heckklappe erprobt. Ein erster erfolgreicher Test erfolgte am 24. Mai 2024, wobei eine A400M eine andere A400M betankte.

#### Liste der Prototypen
| Serien- nummer | Kenn- zeichen | Erstflug     | Basis    | Geplante Flugstunden | Erprobungsbereiche |
| -------------- | ------------- | ------------ | -------- | -------------------- | --- |
| MSN001         | F-WWMT        | Dez. 2009    | Toulouse | 1200 h               | Erstflug der A400M, generelles Flugverhalten, Flattererprobung, Festlegung der Beschleunigungsgrenzen. Wurde nach 475 Flügen mit knapp 1445 Stunden am 4. November 2013 aus dem Testprogramm herausgenommen und abgestellt. MSN001 dient seit Juli 2015 als Ausstellungsstück im Museum Aeroscopia am Flughafen Toulouse-Blagnac. |
| MSN002         | EC-402        | 8. Apr. 2010 | Sevilla  | 1100 h               | Erprobung der Flugleistungsparameter, Flüge für die zivile Zulassung, Starts und Landungen auf unbefestigten Pisten. |
| MSN003         | F-WWMS        | Mai 2010     | Toulouse | 0975 h               | Abstimmung des Autopiloten, Tests mit unterschiedlichen Kraftstoffsorten und -temperaturen, Erprobung des Hydrauliksystems und der Navigationsanlagen, Kälteerprobung. Airbus teilte Anfang November 2013 mit, dass MSN003 nicht mehr für das Testprogramm benötigt wird.                                                         |
| MSN004         | EC-404        | Jan. 2011    | Sevilla  | 0870 h               | Luft-Luft-Betankung, Beladung und Beförderung von Fracht. |
| MSN006         | F-WWMZ EC-406 | Dez. 2011    | Toulouse | 0225 h               | Erstes Flugzeug nahezu im Serienzustand, Erprobung des Zusammenspiels der Komponenten, Verbrauchs- und Zuverlässigkeitstests, Versuche zur elektromagnetischen Verträglichkeit der Systeme, Kaltwettertests und Entwicklung der Frachtladesysteme.                                                                                |

Die in der Reihenfolge fehlende Maschine MSN005 wurde nicht gebaut. Ursprünglich sollte das Testprogramm mit sechs Maschinen durchgeführt werden. MSN005 hätte zum Ende des Testprogramms Flüge übernehmen sollen, um die Zuverlässigkeit der Systeme zu überprüfen. Airbus entschied sich letztendlich, das erste Serienflugzeug (MSN007) dafür zu verwenden. Mit der MSN056 ging 2018 zusätzlich eine Maschine im Serienstandard zunächst in den Test- und Vorführbetrieb bei Airbus über.

### Fähigkeitsstandards
| militärische Freigabe | voll integrierte Fähigkeiten                                                            | ab Seriennummer | Jahr (ca.)  |
| --------------------- | --------------------------------------------------------------------------------------- | --------------- | ----------- |
| IOC                   | Transport von Truppen, Fahrzeugen und militärischen Paletten von bis zu 32 Tonnen Masse | MSN007          | 2013        |
| SOC 1                 | Absetzen aus der Luft (eingeschränkt) Selbstschutz (eingeschränkt)                      | MSN015          | Herbst 2014 |
| SOC 1.5               | Absetzen aus der Luft Selbstschutz Luftbetankung (eingeschränkt)                        | ca. MSN032      | 2015        |
| SOC 2.0               | Erweitertes taktisches Einsatzspektrum Zusätzliche Leistungssteigerungen                | ca. MSN045      | 2016        |
| SOC 2.5               | Volles Luftbetankungsspektrum Such- und Rettungsdienst                                  | ca. MSN090      | 2017        |
| SOC 3                 | Tiefflug                                                                                | ca. MSN120      | 2019        |

Der Airbus A400M besitzt nicht von Beginn an sein volles Leistungsspektrum. Vielmehr wurden die ersten Serienexemplare in einer Initial-Operating-Capability-Version (IOC) geliefert, eine militärische Qualifizierung, die zunächst den strategischen Lufttransport ermöglichte. Mit fortschreitender Seriennummer wird dann eine Auslieferung mit der Standard Operating Clearance (SOC) angestrebt, die das taktische Spektrum des Flugzeuges erweitert. Die für die Erstauslieferung erforderliche Initial Operating Clearance wurde am 31. Juli 2013 erteilt. Die Zuerkennung dieses vertraglich vereinbarten Standards erfolgte durch die Organisation für gemeinsame Rüstungszusammenarbeit (OCCAR), die das Zertifikat im Namen der Erstkundenstaaten (Belgien, Deutschland, Frankreich, Großbritannien, Luxemburg, Spanien und Türkei) ausstellt.
Die weiteren Planvorgaben konnten nicht eingehalten werden. So wurde die erste deutsche Maschine nicht wie vorgesehen im Fähigkeitsstandard SOC 1 geliefert. Ende 2015 strebte Airbus eine Neuverhandlung an, da sich einige Funktionen und Fähigkeiten weiter verzögerten, während andere der Planung voraus seien. Im Juni 2016 erhielt Frankreich die erste für taktische Einsätze vorgesehene Maschine mit noch eingeschränkten Selbstschutz-, Absetz- und Luftbetankungsfähigkeiten. Im Februar 2018 einigte Airbus sich mit den Abnehmern grundsätzlich auf eine Streckung der Auslieferung und die Möglichkeit, in Einzelverhandlungen bestimmte Punkte der Spezifikation zu streichen, deren Umsetzung sich als zu schwierig erweist.
Während der Flugzeugtyp in mehreren Luftwaffen im Einsatzbetrieb ist, hat sich die Entwicklung zugesagter Teilfähigkeiten und die Gesamtauslieferung verzögert. Die Anerkennung des endgültigen Bauzustands SOC 3 wurde frühestens für 2023 erwartet, mehr als 13 Jahre verspätet. Bereits gelieferte Flugzeuge sollten bis 2027 nachgerüstet werden. Nachdem infolge von Problemen mit dem Triebwerk zeitweise ein Projektabbruch möglich schien und lange befürchtet wurde, dass einzelne Fähigkeiten entfallen, ging die Bundeswehr 2021 davon aus, dass mittelfristig das geforderte Fähigkeitsspektrum abgedeckt wird. Nutzer beklagten im Anfangsflugbetrieb eine geringe Einsatzbereitschaft und Qualitätsmängel, mittlerweile wird jedoch von einem zuverlässigen Betrieb berichtet.

### Zulassung
Obwohl der Airbus A400M hauptsächlich für den militärischen Einsatz konzipiert und entwickelt wurde, erfolgt seine Zulassung auch nach den Richtlinien des zivilen Flugzeugbaus; ein Umstand, der maßgeblich zur Komplexität der Entwicklung und zur Verteuerung beitrug.

#### Zivile Musterzulassung
Am 9. Mai 2012 erhielt Airbus Military von der EASA die vorläufige zivile Zulassung (Restricted Type Certificate) für die A400M. Am 13. März 2013 folgte die vollständige zivile Musterzulassung nach den Erfordernissen der Vorschrift CS-25. Sie bezieht sich nur auf die zivilen Anteile des Projekts und umfasst nicht den Transport von Personen und Lasten im Laderaum.

#### Militärische Zulassung

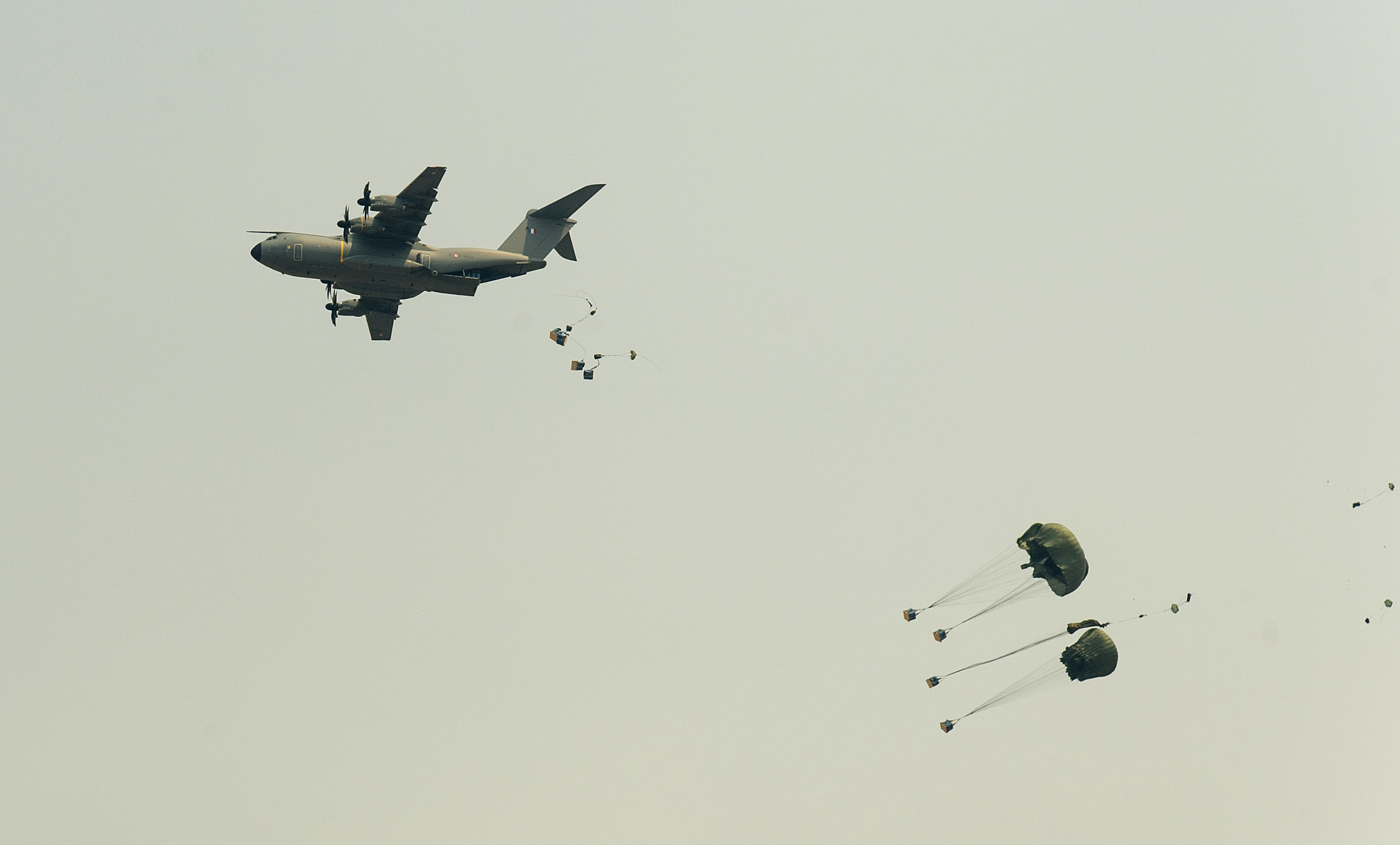
Fallschirmabwurf von Luftfracht einer französischen A400M während der Übung Mobility Guardian 2017

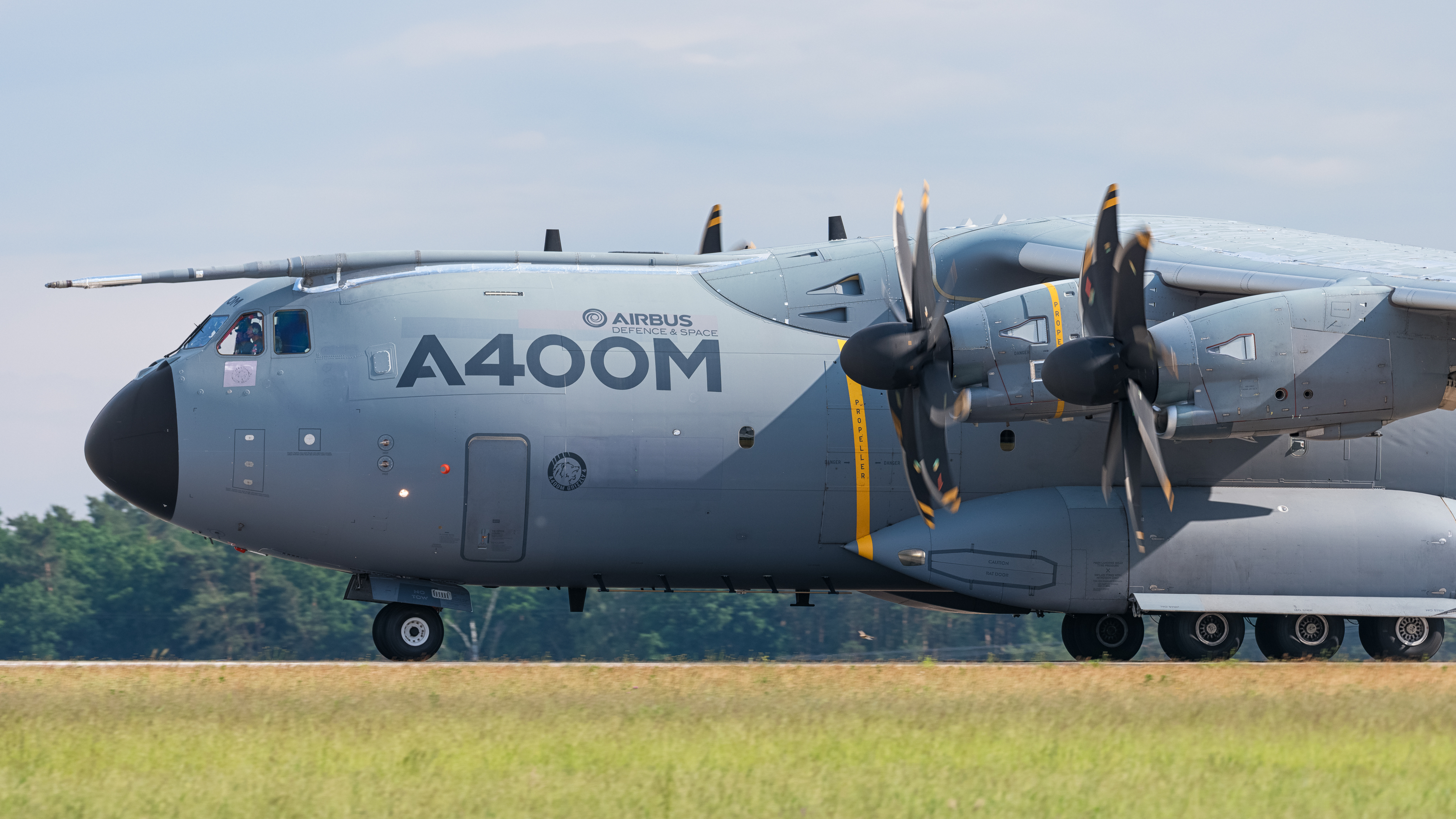
Seitenansicht des A400M

Um die teilweise unterschiedlichen Zulassungsverfahren der teilnehmenden Staaten zu harmonisieren, werden die militärischen Komponenten des Flugzeugs durch die gemeinsame Certification Qualification Organisation geprüft. Ihr gehören Vertreter aller Partnernationen an, für Deutschland Vertreter der Musterprüfstelle für Luftfahrzeuge (ML) der WTD 61. Auf dieser Grundlage erteilen die einzelnen Nationen ihre jeweilige militärische Musterzulassung. Zusätzlich ist für jedes einzelne Flugzeug die Verkehrszulassung erforderlich. Die dafür notwendige Qualitätssicherung an der Endmontagelinie wurde an die spanische Generaldirektion für Rüstung und Material (Dirección General de Armamento y Material – DGAM) delegiert. Ein spanisches Exportzertifikat über die Lufttüchtigkeit dient als Grundlage für die nationale militärische Verkehrszulassung der A400M.
Die gemeinsame Grundlage für die militärische Zertifizierung wurde am 19. Juli 2013 auf Empfehlung des aus Vertretern der sieben Erstkundenstaaten bestehenden Certification and Qualification Committee (CQC) gebilligt. Dementsprechend erteilte die französische Beschaffungsbehörde DGA (Direction générale de l’armement) am 24. Juli 2013 die französische militärische Musterzulassung für die A400M. Die IOC-Zuerkennung vom 31. Juli 2013 war der letzte Schritt vor der Zulassung des ersten Serienproduktionsflugzeugs MSN007 durch die DGA und die danach folgende Auslieferung der Maschine an die französischen Luftstreitkräfte.

## Konstruktion
Der Airbus A400M ist ein Schulterdecker mit T-Leitwerk und Druckkabine. 30 Prozent der Konstruktion, darunter die Flügel (ohne Flügelmittelkasten), bestehen aus Verbundwerkstoffen. Der Rumpf ist in konventioneller Metallbauweise ausgeführt.

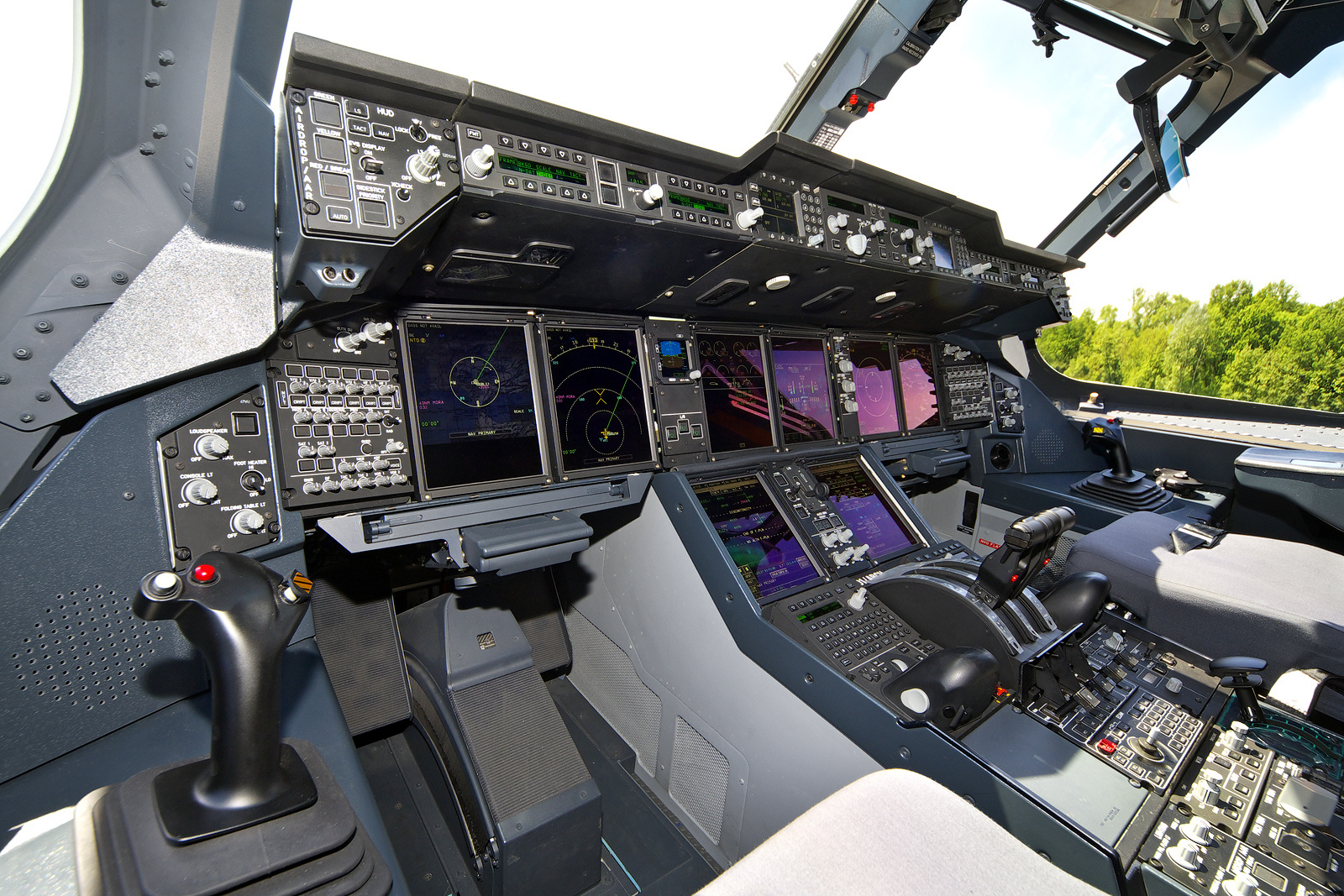
Cockpit einer A400M

### Cockpit und Avionik
Die A400M ist mit einem Fly-by-wire-Flugsteuerungssystem ausgestattet. Das Cockpit ist voll nachtsichtkompatibel und bietet Platz für die beiden Piloten und ein zusätzliches Besatzungsmitglied für besondere Operationen. Das Cockpit ist mit zwei Head-up-Displays (HUD) und acht Flüssigkristallbildschirmen (LCD, 6 × 8 Zoll) ausgestattet. Je drei Bildschirme für jeden Piloten (primäres Flugdisplay, Navigationsdisplay und Videodisplay) und zwei gemeinsame Bildschirme für die Überwachung und das Flight Management System. Das HUD ist als primäres Display zertifiziert. Das Flugmanagementsystem (FMS400) der Firma Thales Avionics S.A. und Diehl Aerosystems GmbH ist eine Weiterentwicklung des Flugmanagementsystems vom Airbus A380. Das optionale EVS-Sichtverstärkungssystem (Enhanced Vision System) zur perspektivischen Geländedarstellung auf den Bildschirmen basiert auf einem vorausschauenden Infrarot-Sensor (Forward Looking Infrared). Die automatische Überwachung der Flugparameter (Flight envelope protection) beschränkt die maximale Belastung im taktischen Einsatz auf 3 g und den Neigungswinkel in Steilkurven auf 120°. Die maximale Rollrate ist mit 30 Grad je Sekunde doppelt so hoch wie bei zivilen Airbus-Modellen.

### Antrieb

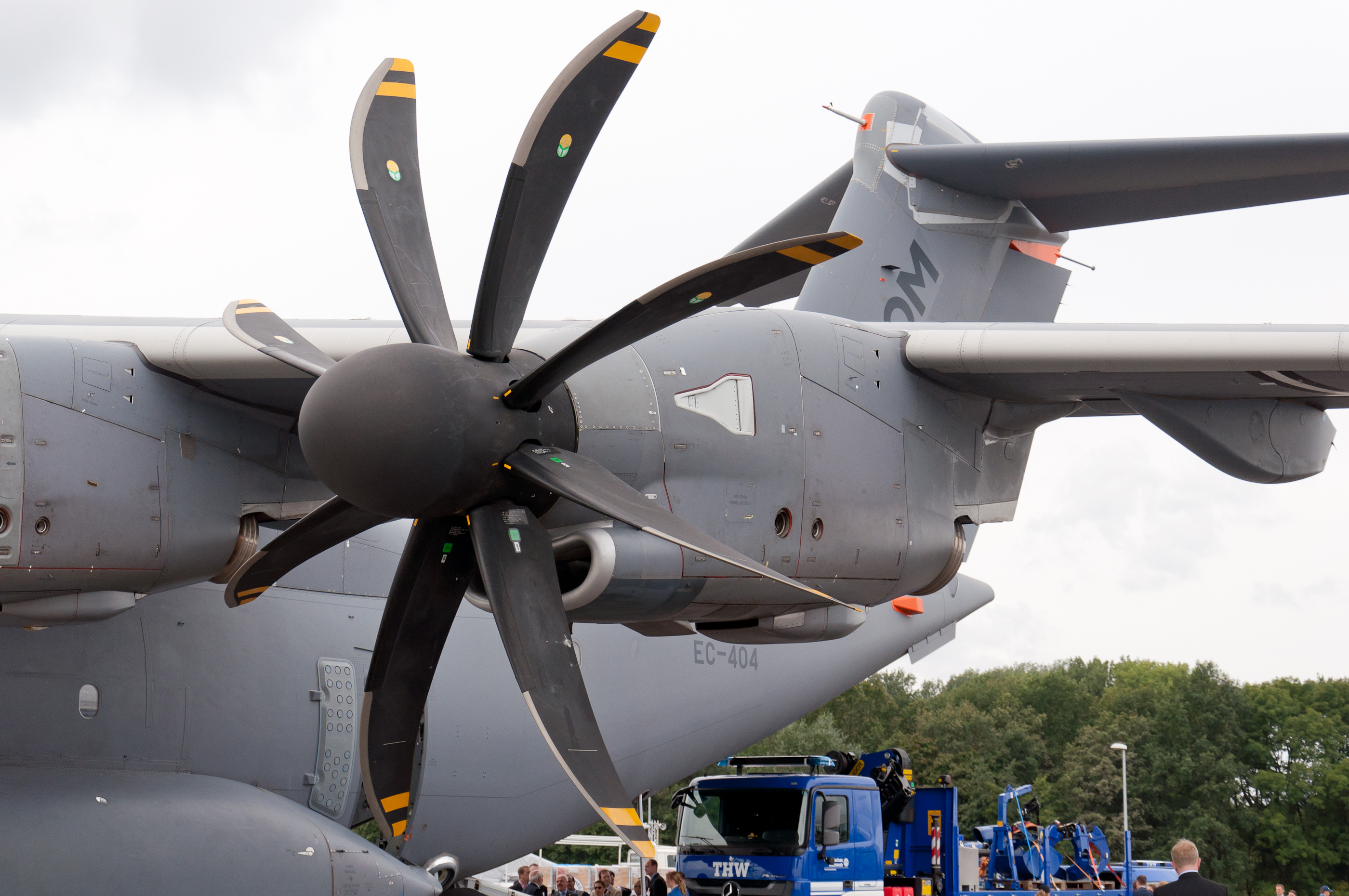
Propeller und Triebwerk des Airbus A400M

#### Turboprop vs. Turbofan
In den Vorentwicklungsphasen der A400M wurden verschiedene technische Lösungen untersucht, besonders in Hinblick auf Flügellagen und Antriebskonzepte. Bei den Antriebsalternativen wurden Turbofan- und fortschrittliche Turboprop-Triebwerke untersucht, jeweils mit zwei oder vier Triebwerken. Die Entscheidung zugunsten eines Turboprop-Antriebes mit vier Triebwerken fiel aus folgenden Gründen:
- Der geringere Kraftstoffverbrauch des Turboprop-Antriebes gegenüber dem Turbofanantrieb (ca. 20 % weniger) ergibt ein geringeres Kraftstoffunterbringungsvolumen und damit ein kleineres und leichteres Flugzeug. Hierdurch werden die Betriebskosten reduziert und die Manövrierbarkeit verbessert.
- Mit dem Turbopropantrieb konnten verschiedene taktische Forderungen besser erfüllt werden (Start- und Landeleistung, Steilabstieg, Rückwärtsrollen, Langsamflug, rascheres Ansprechen auf Schubwechsel im Tiefflug).[4][104]
- Der bereits bei geringen Flugzeuggeschwindigkeiten von den Propellern über die Flügel beschleunigte Luftstrom trägt in einem solchen Maße zum Auftrieb bei, dass die Auftriebshilfen einfacher und robuster konstruiert und auf bewegliche Vorflügel verzichtet werden konnte.[105]
- Geringere Anfälligkeit für Schäden durch Fremdkörper auf unvorbereiteten Plätzen.[106] Der Lufteinlass liegt höher über dem Boden und ist mit einem Fremdkörperabscheider versehen.[107]

Diesen überwiegend im taktischen Einsatzspektrum wirksamen Vorteilen steht eine geringere Fluggeschwindigkeit als bei strategischen Transportern mit Turbofan-Antrieb gegenüber, wobei die Geschwindigkeit gegenüber den ebenfalls propellergetriebenen taktischen Vorgängermodellen gesteigert wurde.

#### Triebwerke

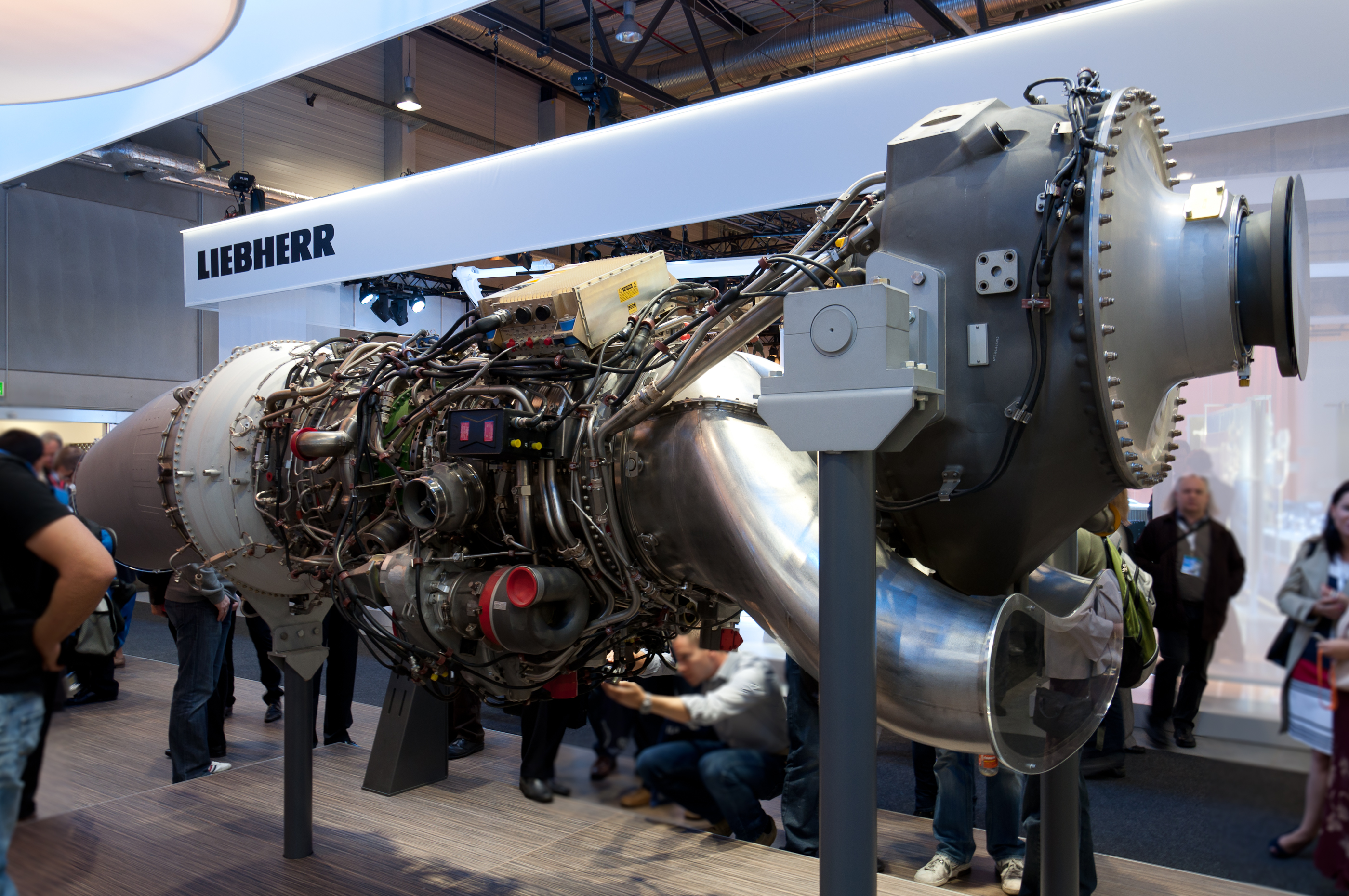
Europrop-TP400-Triebwerk auf der ILA 2012

Die A400M verfügt über vier Turboprop-Triebwerke des eigens entwickelten Typs EPI TP400-D6. Für dessen Entwicklung, Herstellung und Betreuung wurde das Unternehmen Europrop International (EPI) gegründet, ein Joint Venture der europäischen Triebwerkshersteller Rolls-Royce plc, ITP, MTU Aero Engines und Snecma.
Das Dreiwellentriebwerk mit untenliegendem Lufteinlass hat eine Nennleistung von 7971 kW, die über ein abgesetztes Propellergetriebe der Firma Avio Aero an einen achtblättrigen Verstellpropeller Ratier-FH-386 abgegeben wird. Die Propellerachse ist gegenüber der Triebwerkswelle nach oben versetzt. Der Propeller hat einen Durchmesser von 5,34 Metern und besteht aus gewobenen Faserverbundwerkstoffen. Aufgrund der gegenläufigen Propellerbewegung sind an jedem Flugzeug je zwei verschiedene Getriebe und Propeller verbaut.

#### Technische Daten

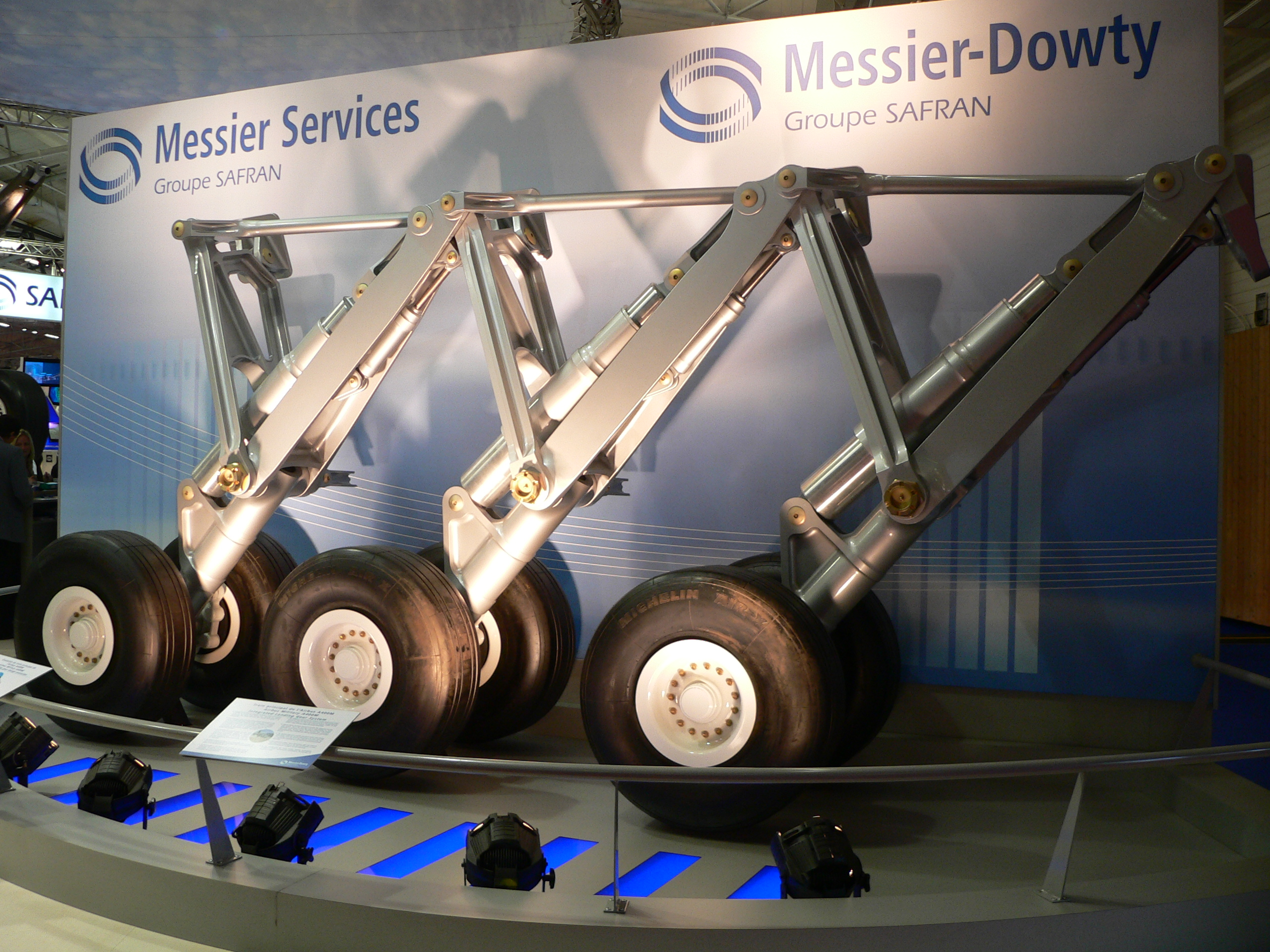
Vereinfachtes Modell des Hauptfahrwerks

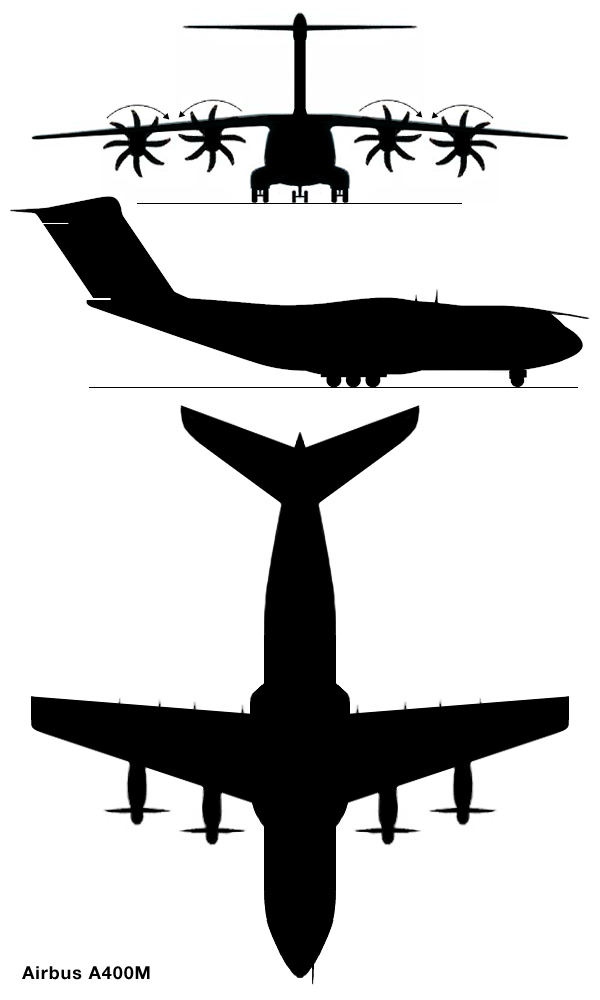
Airbus A400M, Schattenrisse

- Typ: 3-Wellen-Turboprop[108]
- Startleistung: 8251 kW
- Nennleistung: 7971 kW
- Verdichtung: 25
- Propellerdurchmesser: 5334 mm
- Propellernenndrehzahl: 842 min−1
- Propellerstartdrehzahl: 860 min−1
- Masse: 1860 kg (trocken)
- Länge: 3500 mm

(Quelle: www.flugzeug-lexikon.de)
Die Leistung des Triebwerks wird im Turbopropbereich weltweit nur durch zwei Triebwerke, das schon relativ alte russische Kusnezow NK-12 (unter anderem in der Antonow An-22 und Tupolew Tu-95) und das ukrainische Iwtschenko Progress D-27 (eingebaut in der Antonow An-70), übertroffen.

#### Steuerung
Die Triebwerke sind mit einer von BAE Systems und Hispano-Suiza gelieferten FADEC-Steuerung (Full Authority Digital Engine Control) ausgestattet, die auch den Anstellwinkel des Propellers regelt. Die Software entwickelte MTU.

#### Drehsinn der Propeller
Die beiden Propeller einer Tragfläche drehen sich in entgegengesetzter Richtung; in Flugrichtung betrachtet an Triebwerk 1 und 3 im Uhrzeigersinn, an Triebwerk 2 und 4 ändert das Getriebe die Drehrichtung. Damit findet die Abwärtsbewegung der Propeller zwischen beiden Triebwerken statt („Down between engines“, DBE). Der Luftstrom verläuft symmetrisch und wird in der Flügelmitte konzentriert, der Auftrieb und die Seitenstabilität verstärkt. Das Propeller-Drehmoment gleicht sich innerhalb der Flügel aus. Tragflügel und Leitwerk können dadurch verstärkt symmetrisch konstruiert werden. Der Giereffekt beim Ausfall eines außenliegenden Triebwerks („kritisches Triebwerk“) wird reduziert. Das Seitenleitwerk, das diesen Effekt ausgleichen muss, konnte dadurch kleiner ausgelegt werden. Das Prinzip wird bei der A400M erstmals angewendet. Die Triebwerke der größten russischen bzw. ukrainischen Propellermaschinen verfügen dagegen über zwei gegenläufige Propeller auf derselben Nabe, sodass kein Gegendrehmoment auf die Tragflächenstruktur wirkt. Bei der C-130 Hercules drehen alle Propeller im Uhrzeigersinn.

#### Hilfstriebwerk
Das Hilfstriebwerk (APU) und weitere Komponenten der Notstromversorgung wie die Ram-Air-Turbine liefert die Firma Hamilton Sundstrand. Die APU befindet sich im oberen Bereich des Rumpfes in der hinteren rechten Flügelwurzel.

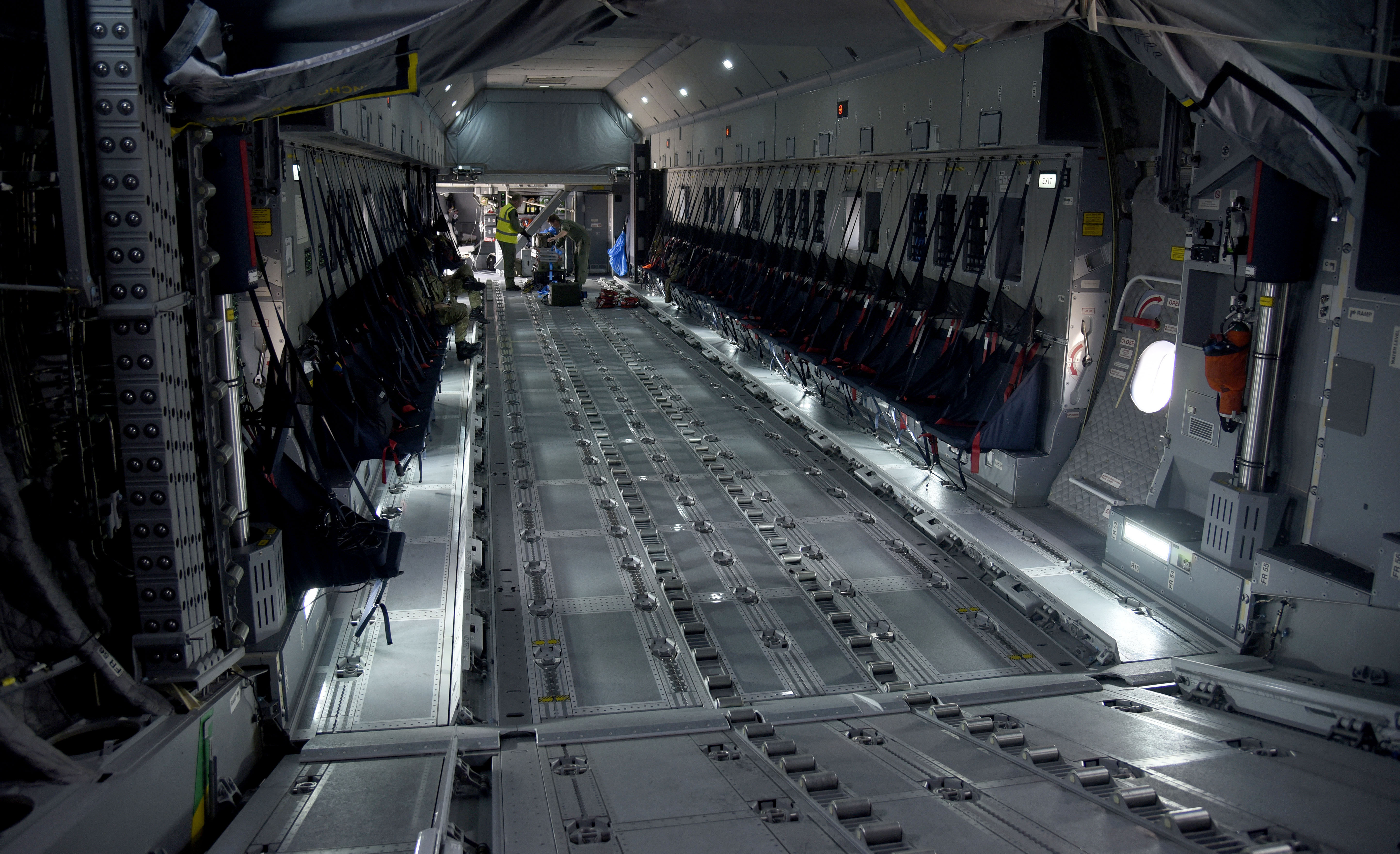
Laderaum

### Laderaum
Die Firma Rheinmetall Defence Electronics liefert das Loadmaster Control System. Das System besteht aus einer Arbeitsstation und acht Seitenwand-Lock-Panels.
Im Laderaum können bis zu neun militärische Standardpaletten (2,74 m × 2,23 m) zusammen mit 54 an den beiden Seiten sitzenden Soldaten oder bis zu 116 voll ausgestattete Soldaten bzw. Fallschirmjäger in vier Reihen transportiert werden. Für eine medizinische Evakuierung können 66 NATO-Standardkrankentragen mit 25-köpfigem medizinischem Personal aufgenommen werden. Für das Absetzen von Fallschirmjägern und um das Verlassen des Fallschirms aus der laminaren Strömung des Flugzeuges zu erleichtern, sind vor den seitlichen Springertüren ausfahrbare Windabweiser angebracht. Der Laderaum verfügt über ein Gesamtvolumen von 340 m³.

### Selbstschutz
Die Selbstschutzausstattung wird von den Betreibern individuell zusammengestellt. Die von Airbus dafür optional angebotenen Komponenten können durch selbst beschaffte ergänzt werden. Neben einem Inertgassystem für die Flugzeugtanks und ballistischem Schutz für die Besatzung, inklusive schusssicherer Cockpitscheiben, sind Täuschkörper (unter anderem Flares) und elektronische Selbstschutzmaßnahmen in verschiedenen Stufen gegen feindliche Flugabwehr möglich, aber nicht im Grundmodell der A400M enthalten.

## Leistungsfähigkeit

Reichweite der A400M ab Paris

Der Laderaum der A400M misst 17,7 m × 4 m × 3,85 m (L × B × H) und soll unter anderem wahlweise jeweils eine der folgenden Beladungen aufnehmen können:
- 114 Personen,[114]
- 6 (3 × 2 angeordnete) Geländewagen vom Typ Wolf o. ä. mit Anhänger,
- 2 Lastwagen vom Typ Unimog U 2450 L,
- 1 mittleren Transporthubschrauber, z. B. vom Typ NH90 oder AS 332 Cougar oder H145M,
- 3 Transportpanzer vom Typ M113,
- 1 Schützenpanzer vom Typ Puma (in Schutzstufe A ohne Zusatzpanzerung), VBCI, Warrior, Patria AMV, CV 9030 oder ein Fahrmodul des gepanzerten Transportfahrzeugs Boxer
- 1 Panzerhaubitze M109 oder CAESAR,
- 1 Mehrfachraketenwerfer-Artilleriesystem MLRS (MARS),
- 2 Raupenbagger.

Die A400M kann eine maximale Zuladung von 37 Tonnen transportieren und hat eine Reichweite von etwa 3300 Kilometern. Sie ist nicht für den Transport überschwerer Lasten wie etwa des Kampfpanzers Leopard 2 oder der Panzerhaubitze 2000 konzipiert. Das maximale Gewicht für Einzelfahrzeuge liegt bei 32 Tonnen. Bei geringerer Zuladung kann entsprechend mehr Treibstoff getankt werden, wodurch sich die Reichweite vergrößert; siehe nebenstehende Karte. Gemessen an größeren strategischen Transportflugzeugen wie der Boeing C-17 sind das relativ geringe Werte, sodass die Konkurrenzfähigkeit des Airbus-Entwurfs für strategischen Lufttransport teilweise in Frage gestellt wurde. So wird etwa davon ausgegangen, dass fünf Maschinen dieses Typs nötig wären, um die Leistung einer Antonow An-124 zu erbringen. Die A400M verbindet allerdings die Fähigkeit zu Langstreckentransporten in Flughöhen von bis zu 37.000 Fuß und in zivilen Luftkorridoren mit der Fähigkeit zu ausgedehnten Tiefflügen sowie einer großen Vielseitigkeit in taktischen Situationen. Bei einer Zuladung von 20 Tonnen ist ihre Reichweite, verglichen mit der gestreckten Version der C-130J (Super Hercules), gut doppelt so hoch. Die maximale Zuladung ist, ebenfalls im Vergleich zur C-130J stretch, annähernd doppelt so groß. Airbus kündigte 2025 eine Erhöhung der Nutzlast von 37 auf 40 Tonnen an, was durch leichte Änderungen an der Hardware und eine Überarbeitung der Genehmigungsunterlagen erreicht werden soll.
Bei taktischer Verwendung, etwa beim Lastabwurf oder der Landung auf unbefestigten Pisten, kann das Transportflugzeug eine garantierte Nutzlast von 25 Tonnen befördern. Zur Landung und zum Start auch unter ungünstigen Witterungsbedingungen genügt dann eine notdürftig vorbereitete Landebahn von unter 1000 Metern Länge und ohne besondere technische Einrichtungen. Auch ist das Fahrwerk für Landungen auf Gras-, Sand- oder Schotterflächen ausgelegt. Die A400M ist auch dafür vorgesehen, Güter mit und ohne Fallschirm sowie Fallschirmjäger abzusetzen. Zudem kann sie mit einer Lazarettausrüstung („MedEvac“) eingerichtet werden, um verletzte oder erkrankte Personen zu transportieren. Durch einen kurzfristigen Umbau kann die A400M mit einer Ausrüstung für die Luftbetankung ausgestattet werden. Sie kann dann andere Flugzeuge aus ihrem normalen Tankvorrat versorgen, der durch Zusatztanks im Laderaum ergänzt werden kann. Vorteile gegenüber großen Jets wie dem A310-300 MRTT liegen in einer geringeren und damit für die Betankung von Hubschraubern geeigneteren Mindestgeschwindigkeit und -höhe sowie in der weitaus größeren Anzahl der Flugzeuge. Wiederum erlaubt der Geschwindigkeitsbereich der A400M auch das Betanken schnellerer Kampfflugzeuge.
Ein von Airbus entwickeltes Modul, mit dem die A400M zum Löschflugzeug wird, wurde 2025 in Frankreich getestet.

## Produktion
Die Endmontage der A400M findet im Airbus-Werk am Flughafen Sevilla statt. Dorthin werden vormontierte Komponenten aus anderen internationalen Werken mit dem Airbus Beluga angeliefert, darunter der Rumpf aus Bremen als größtes Bauteil. Die Arbeitsanteile wurden ursprünglich nach der Anzahl der bestellten Maschinen auf die Länder aufgeteilt. Südafrika und Malaysia erhielten bei ihren A400M-Bestellungen ebenfalls Produktionsaufträge im Wert von mehreren hundert Millionen Euro; Südafrika behielt diese auch nach der Abbestellung 2009. Laut einer Aufstellung aus dem Jahr 2013 sind mehr als 200 Zulieferunternehmen beteiligt, darunter 74 aus Frankreich, 47 aus Deutschland und 40 aus den Vereinigten Staaten. Airbus nennt die Zahl von 7200 Personen, die beim Konsortium selbst mit dem A400M beschäftigt sind, sowie 33.000 bei Zulieferfirmen.

### Hersteller wichtiger Komponenten
| Land                   | Firma                    | Ort              | Produktion |
| ---------------------- | ------------------------ | ---------------- | --- |
| Deutschland            | Airbus                   | Bremen           | Montage des Rumpfes (ohne Vorderteilsektion) und Ausrüstung mit den Systemen. Mit dem Airbus Beluga werden dafür unter anderem Rumpfteile aus der Türkei angeliefert. |
| Deutschland            | Airbus                   | Stade            | Seitenleitwerk (Vertical tail plane – VTP), Flügelschalen aus CFK |
| Deutschland            | Europrop International   | München          | Triebwerk EPI TP400 |
| Deutschland            | Premium Aerotec          | Augsburg         | Premium Aerotec entwickelt und fertigt nahezu das gesamte Rumpfheck, Schalen des Rumpfmittelteils sowie das aus Kohlenstofffaserverbundstoffen (CFK) hergestellte obere Frachttor und die metallischen Rohrsysteme.                                                                                         |
| Deutschland            | Liebherr                 | Lindenberg       | Fertigung mehrerer flugkritischer Betätigungs- und Flugsteuerungssysteme wie der verschiedenen Ruder und der zur Steuerung benötigten Hydrauliksysteme. |
| Frankreich             | Aerolia                  | Saint de Méaulte | Frontfahrwerksabdeckung |
| Frankreich             | Airbus                   | Nantes           | Flügelmittelkasten (Central wing box – CWB) |
| Frankreich             | Airbus                   | Saint-Nazaire    | Rumpfbug |
| Frankreich             | Airbus, Werk Saint-Eloi  | Toulouse         | Triebwerksaufhängung |
| Frankreich             | Safran Landing Systems   | Bidos            | Fahrwerk |
| Frankreich             | Ratier-Figeac            | Figeac           | Propeller |
| Frankreich             | SOCATA                   | Tarbes           | Fahrwerksgehäuse |
| Frankreich             | Stelia Aerospace         | Rochefort        | Laderampe |
| Italien                | Avio Aero                |                  | Propellergetriebe |
| Spanien                | Airbus Defence and Space | Sevilla          | Produktion des Höhenleitwerks (Horizontal tail plane – HTP) und der Triebwerksverkleidungen. Endmontagelinie (Final Assembly Line – FAL) |
| Südafrika              | Denel Aerostructures     |                  | u. a. Verkleidung des Rumpf-Flächen-Übergangs (Wing-to-Fuselage Fairing – WFF) |
| Türkei                 | TAI                      | Ankara           | Der türkische Rüstungskonzern TAI entwickelte das Querruder, die Störklappe, mehrere Teile des Flugzeugrumpfes, die Fallschirmspringertüren und die Notausgänge. Zudem ist das Unternehmen für die Innenverkabelung, Innen- und Außenbeleuchtung des Flugzeuges und wasserführende Elemente verantwortlich. |
| Vereinigtes Königreich | Airbus                   | Filton           | Tragflächen |

### Produktionsrate
Nachdem Airbus die Produktion bis auf 20 Maschinen im Jahr 2017 hochgefahren hatte, wurde eine Reduktion auf 15 Maschinen für 2018, 11 Maschinen für 2019 und 8 ab 2020 angekündigt. Der Produktionszeitraum wird bis mindestens 2030 verlängert. Damit reagierte Airbus auf eine geringe Nachfrage, ausbleibende Nachfolgeaufträge, verzögerte Teilentwicklungen und bestehende Lagerbestände. Aufgrund dieser sinkt die Auslieferungsrate langsamer als die Produktionsrate.

## Bestellungen und Nutzer

A400M Nutzer und Bestellungen im November 2021
derzeitige Nutzer
Flugzeuge bestellt

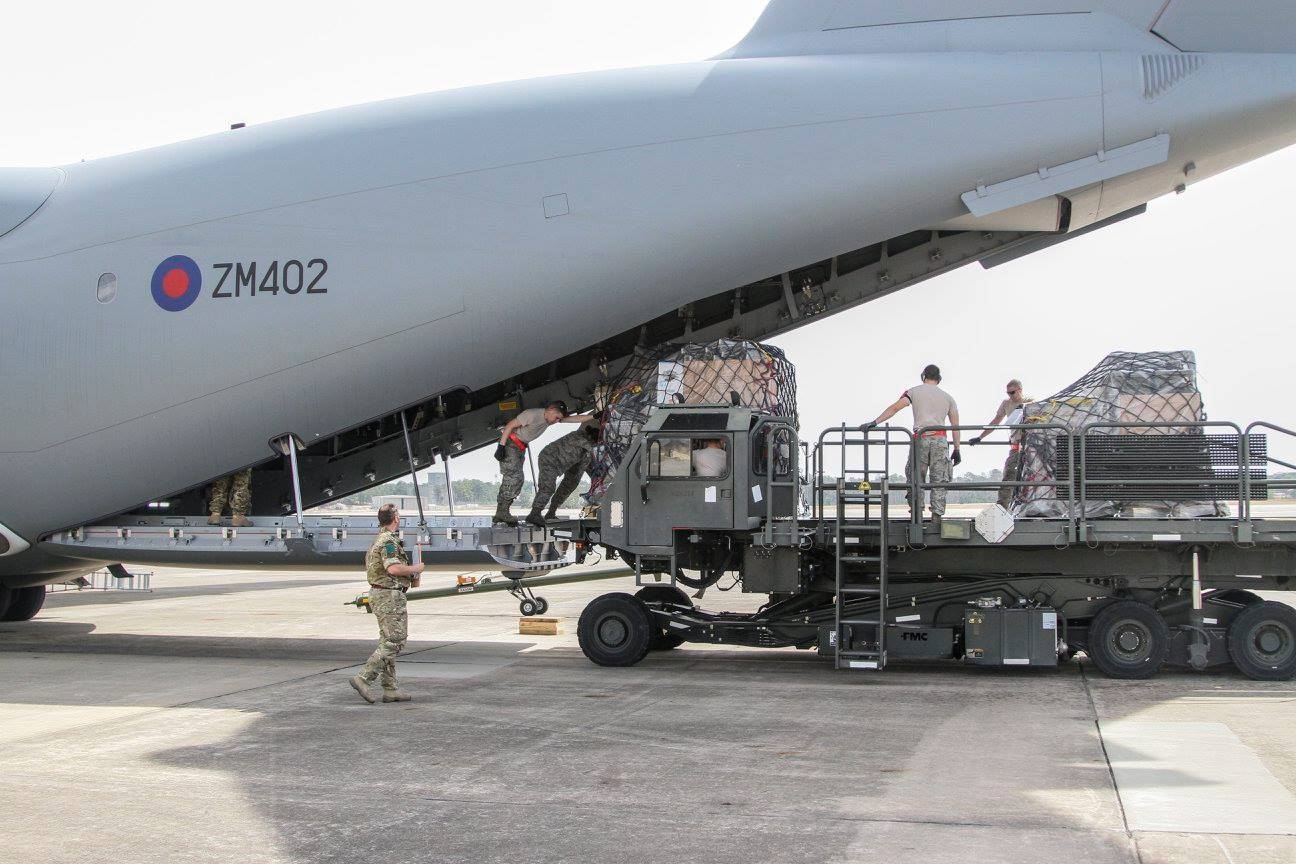
Entladen von Frachtpaletten aus einer A400M der Royal Air Force auf dem Flugplatz Pope Field, USA

Die ersten Kunden Belgien, Deutschland, Frankreich, Luxemburg, Spanien, die Türkei und das Vereinigte Königreich wollten zusammen 180 Maschinen beschaffen. Ursprünglich waren 225 Maschinen vorgesehen, jedoch sank diese Zahl durch den Austritt Italiens und Portugals aus dem Projekt sowie durch die Verringerung des deutschen und des türkischen Kontingents. 2005 kam eine Bestellung durch Malaysia mit vier Maschinen hinzu. Chile plante ursprünglich, ebenfalls drei Maschinen anzuschaffen, jedoch erfolgte nie eine Bestellung. Südafrika annullierte 2009 aufgrund gestiegener Kosten und Lieferverzögerungen den 2005 abgeschlossenen Kauf von acht Maschinen. In Deutschland, Frankreich und der Türkei wird der Airbus A400M die Transall C-160 ersetzen, in den übrigen Staaten hauptsächlich die Lockheed C-130 Hercules. Weil die fest bestellten Maschinen um mehrere Milliarden Euro teurer wurden – wovon Airbus den Hauptanteil der zusätzlichen Kosten selbst trägt – wurde die Anzahl der Flugzeuge durch die Bestellerstaaten weiter reduziert. Airbus-Chef Thomas Enders sagte dazu, die Mindestabnahme von 170 Exemplaren sei erforderlich, da die Herstellung sich andernfalls für Airbus nicht mehr rechnen würde.
Folgende Stückzahlen wurden von den Käuferstaaten bestellt:
| Bestelldatum   | Land                   | Lieferung                        | Anzahl | Bemerkung                                                                                                  |
| -------------- | ---------------------- | -------------------------------- | ------ | --- |
| 27. Mai 2003   | Deutschland            | seit Nov. 2014, geplant bis 2026 | 53     | Im Oktober 2010 reduziert von ursprünglich 60; 13 waren zwischenzeitlich für den Weiterverkauf vorgesehen. |
| 27. Mai 2003   | Frankreich             | seit August 2013                 | 50     | 14 werden bis 2018 abgenommen, 11 weitere laut Finanzplanung im Zeitraum 2019–2025.                        |
| 27. Mai 2003   | Spanien                | seit 2016                        | 27     | Davon sind 10 (zuvor 13) aufgeschoben bis nach 2024.                                                       |
| 27. Mai 2003   | Vereinigtes Königreich | Ende 2014 bis Mai 2023           | 22     | Reduziert von ursprünglich 25.                                                                             |
| 27. Mai 2003   | Türkei                 | Dez. 2013 bis März 2022          | 10     | |
| 27. Mai 2003   | Belgien                | Dez. 2020 bis Jan. 2024          | 7      | |
| 27. Mai 2003   | Luxemburg              | Okt. 2020                        | 1      | |
| 28. April 2005 | Südafrika              | –                                | 0      | 8 abbestellt.                                                                                              |
| 8. Dez. 2005   | Malaysia               | März 2015 bis 2017               | 4      | Malaysia erhielt als erster Kunde alle seine bestellten Flugzeuge.                                         |
| 1. Sep. 2021   | Kasachstan             | seit Dez. 2024                   | 2      | |
| 18. Nov. 2021  | Indonesien             | geplant 2026                     | 2      | Option für weitere 4 Flugzeuge                                                                             |
| Insgesamt      | Insgesamt              | Insgesamt                        | 178    | |

### Auslieferungen
Mit Stand vom 13. Dezember 2024 wurden 131 Maschinen an die Kunden übergeben. Deutschland hat 47 Maschinen erhalten, Frankreich 25, das Vereinigte Königreich 22, Spanien 14, die Türkei 10, Belgien 7, Malaysia 4, Kasachstan 1 und Luxemburg 1. Für die Jahre 2020–2022 wurde die Produktionsrate auf je 8 Maschinen reduziert; die Produktion soll bis ins Jahr 2030 fortlaufen. Daraus ergäbe sich für die Bundeswehr, dass sie 2026 den letzten Transporter mit allen vereinbarten Fähigkeiten übernehmen würde und 2027 alle davor ausgelieferten A400M nachgerüstet wären.
| Zulaufjahr        | 2013 | 2014 | 2015 | 2016 | 2017 | 2018 | 2019 | 2020 | 2021 | 2022 | 2023 | 2024 | Gesamt |
| ----------------- | ---- | ---- | ---- | ---- | ---- | ---- | ---- | ---- | ---- | ---- | ---- | ---- | ------ |
| Auslieferungen    | 2    | 8    | 11   | 17   | 19   | 17   | 12   | 10   | 8    | 11   | 8    | 8    | 131    |
| Davon Deutschland |      | 1    | 2    | 4    | 8    | 10   | 6    | 4    | 2    | 3    | 2    | 5    | 47     |

### Nutzer

#### Belgien und Luxemburg
Die belgischen Luftstreitkräfte und die Streitkräfte Luxemburgs betreiben eine gemeinsame binationale Flotte mit insgesamt acht A400M. Sie sind seit 2020 auf der Vliegbasis Melsbroek nahe Brüssel stationiert, der Heimat von Belgiens 15. Wing Luchttransport. Luxemburg beteiligt sich mit dem Kauf eines Flugzeugs sowie mit je sechs Piloten und Ladungsmeistern, die in Belgien ausgebildet werden. Die luxemburgischen Besatzungen dürfen auch auf den belgischen Maschinen fliegen und umgekehrt. Das erste Exemplar, das einzige für Luxemburg, wurde im August 2020 übernommen und traf am 8. Oktober 2020 in Belgien ein. Zum Betrieb wurde die Binational Air Transport Unit A400M (BNU A400M) aufgestellt. Die erste belgische Maschine wurde am 22. Dezember 2020, die zweite am 3. März 2021 übergeben.

#### Deutschland

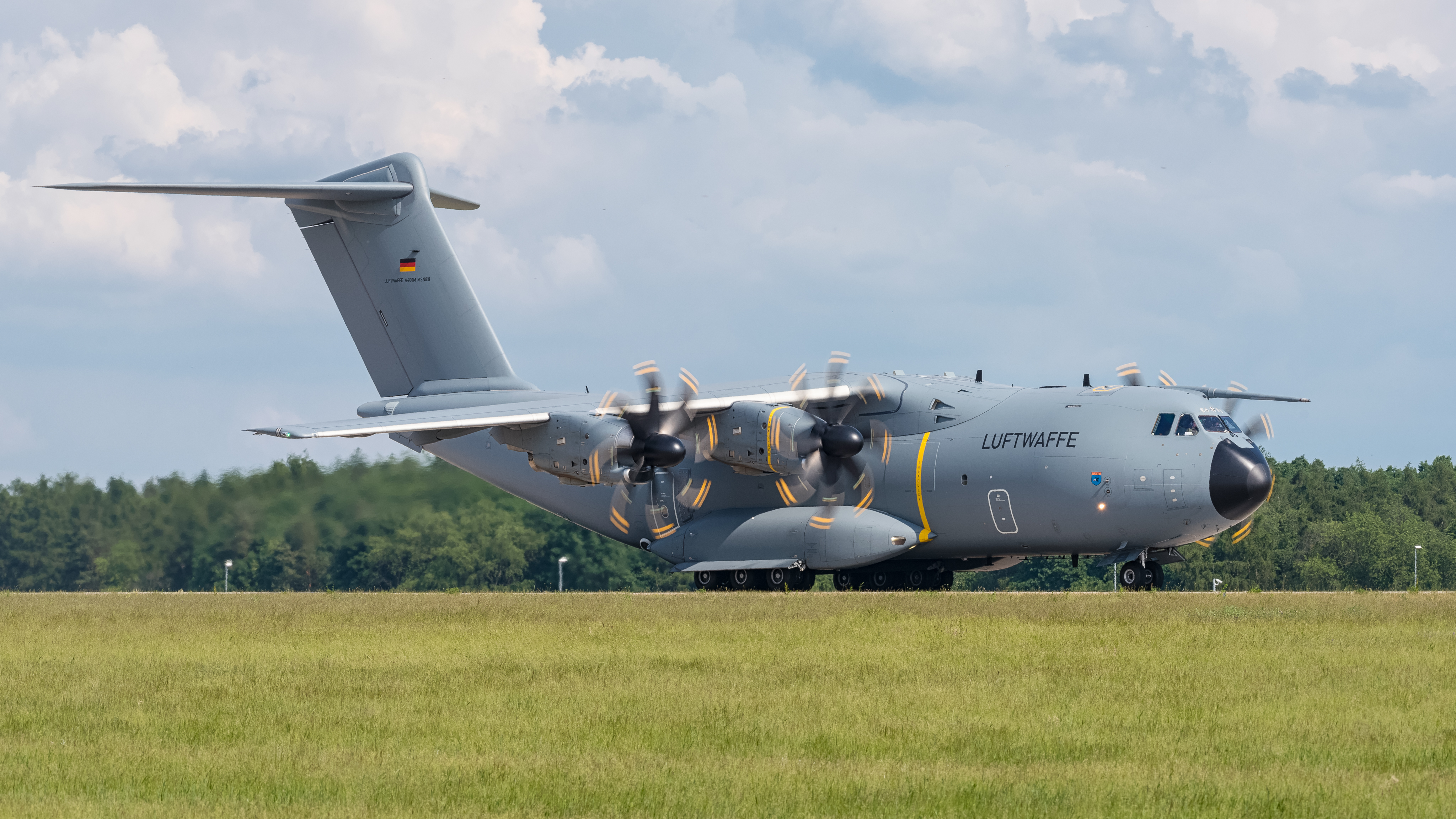
Deutscher Airbus A400M (54+01) auf der ILA 2016

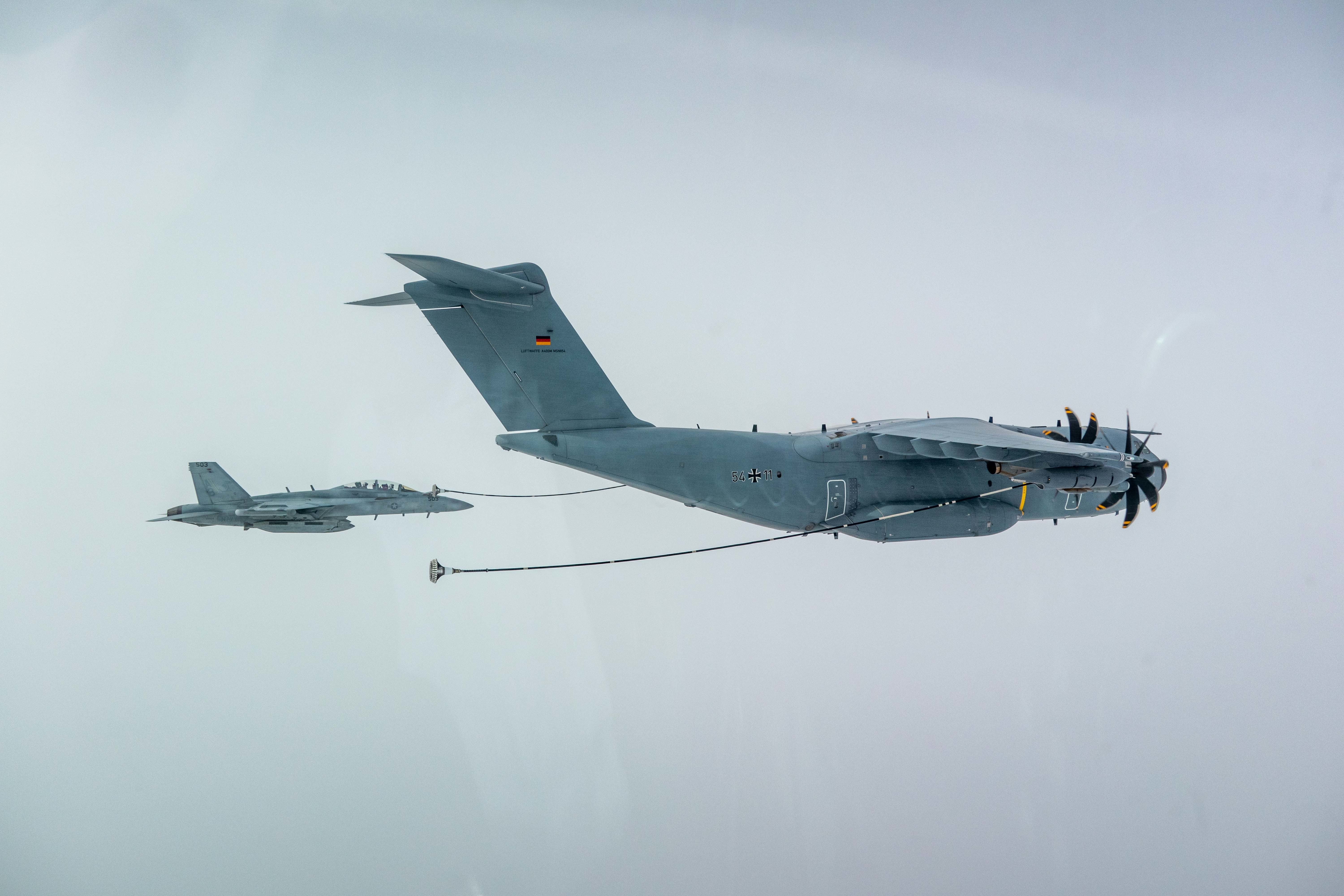
Eine A400M des LTG 62 betankt eine EA-18G Growler der U.S. Navy über der Ägäis am 1. März 2022.

Die A400M der Bundesluftwaffe sind auf dem Fliegerhorst Wunstorf bei Hannover beim Lufttransportgeschwader 62 stationiert. Die erste deutsche Maschine wurde am 18. Dezember 2014 an die Luftwaffe übergeben und am 19. Dezember nach Wunstorf überführt. Die Auslieferung der für die Bundeswehr vorgesehenen 53 Luftfahrzeuge soll bis 2026 andauern. 37 der 53 deutschen A400M werden für taktische Einsätze ausgestattet. Dies umfasst zusätzliche Selbstschutz- und Avionik-Ausrüstung wie ein Infrarot-Sichtsystem, den taktischen Datenlink (Link 16), ein Inertgassystem für die Flugzeugtanks, ballistischen Schutz für die Besatzung, die Selbstschutzausstattung Defensive Aids Sub-System (DASS) mit Flugkörperwarnsystem, Radar-Warnempfänger und Abwehrsystem mit Chaff-/Flare-Dispensern. Die sechste, im Dezember 2016 ausgelieferte A400M ist die erste deutsche Maschine mit – noch eingeschränkten – taktischen Fähigkeiten. Zum zusätzlichen Schutz vor kleinen infrarotgesteuerten Raketen soll als zweite Stufe des DASS später ein DIRCM-System dienen, das vom israelischen Rüstungsunternehmen Elbit Systems gemeinsam mit Diehl Defence geliefert wird.
Am Standort Wunstorf bildet ein multinationales Ausbildungszentrum nicht nur deutsche, sondern z. B. auch französische Piloten auf dem Airbus A400M aus. Dazu gehört ein von Airbus Defence and Space entwickelter und von Thales hergestellter Flugsimulator für die A400M, der am 8. Januar 2015 in Betrieb genommen wurde. In den ersten drei Jahren war vorgesehen, damit 60 Flugzeugführer auszubilden. Zusätzlich gibt es in Wunstorf zur Ausbildung der Ladungsmeister und des Luftumschlagpersonals einen von Rheinmetall Defence Electronics hergestellten Frachtraumsimulator (Cargo Hold Trainer), ein 1:1-Modell des Laderaums. Techniker üben mit dem Cockpit Maintenance Operations Simulator (CMOS) Wartungsverfahren.
Die Bundeswehr stellte bei der Übernahme der ersten Maschine eine große Zahl von Mängeln fest sowie einige temporäre und permanente Minderleistungen. Beim ersten Auslandsflug im Rahmen der Einsatzprüfung wurden Anfang April 2015 unter Ausnutzung des maximalen Startgewichts von 141 Tonnen Wasseraufbereitungsanlagen im Direktflug von Wunstorf ins 4800 km entfernte Dakar im Senegal geliefert.
Im Dezember 2015 wurden die zweite und dritte Maschine an die Luftwaffe ausgeliefert. Das erste Exemplar wurde im April 2016 zu Ehren des Stationierungsortes auf den Namen „Wunstorf“ getauft. Bis 2015 war der Airbus A400M nach dem Ausscheiden der Transall als alleiniges Transportflugzeug seiner Klasse bei der Bundeswehr vorgesehen. 2016 wurden Pläne bekannt, zusätzlich eine geringe Zahl Lockheed C-130J Super Hercules für den Einsatz auf kleineren Flugplätzen, für Einsätze von Spezialkräften und für Evakuierungsoperationen zu beschaffen und gemeinsam mit Frankreich zu betreiben.
Am 12. Februar 2016 wurden erstmals Soldaten des deutschen Einsatzkontingents MINUSMA ins malische Bamako verlegt. Im April 2016 flog die Maschine erstmals Djibouti an, um das deutsche Einsatzkontingent EUNAVFOR Atalanta mit Material und Personal zu unterstützen. Im Oktober desselben Jahres flog eine deutsche A400M (ohne Armoring-Kit, und deswegen nur mit einer Ausnahmegenehmigung des Inspekteurs der Luftwaffe) erstmals direkt den Flugplatz von Gao an, um großvolumige Ausrüstung für die Aufklärungsdrohne Heron anzuliefern, die dort für MINUSMA im Einsatz war. Außer regelmäßigen logistischen Transportflügen nach Jordanien, Litauen, Mali und in den Kosovo waren im Jahr 2017, neben britischen und französischen, auch zwei deutsche Maschinen am bislang größten Einsatz der A400M-Flotte beteiligt, den Evakuierungs- und Versorgungsflügen in der Karibik nach Hurrikan Irma.
Die Bundeswehr beklagt im Anfangsflugbetrieb eine geringe Einsatzbereitschaft und Qualitätsmängel. Von den acht A400M, die der Luftwaffe im Jahr 2017 durchschnittlich zur Verfügung standen, waren im Schnitt drei Stück oder 38 % einsatzbereit, im November 2017 wurde berichtet, dass an einem Tag keine der inzwischen 14 Maschinen flugbereit gewesen sei. Besonders bekannt wurde ein Defekt, der am 7. Februar 2017 beim ersten dienstlichen Flug der Verteidigungsministerin Ursula von der Leyen mit einer A400M auftrat. Aufgrund einer undichten Hydraulikverbindung an einem Propeller musste sie für den Rückflug aus Kaunas, wo sie die NATO-Battlegroup besucht hatte, auf eine Transall zurückgreifen.
Von den neu an die Bundeswehr ausgelieferten acht A400M waren zum Zeitpunkt einer parlamentarischen Anfrage im Oktober 2018 nur vier einsatzbereit.
Nach durchgeführten Einsatzprüfungen gab die Luftwaffe Ende Mai 2018 bekannt, dass die A400M für Luftbetankungen mit dem Drogue-Hose-System freigegeben ist. Es können sowohl Jets als auch Propellermaschinen betankt werden. Grundsätzlich ist jede A400M für Betankungen vorgerüstet, es werden mehrere Rüstsätze beschafft. Im April 2019 wurden erstmals mehrere Eurofighter EF-2000 Typhoon des Taktischen Luftwaffengeschwaders 71 aus Wittmund (Ostfriesland), welche bei der einsatzgleichen Verpflichtung VAPB im estnischen Ämari eingesetzt sind, betankt.
Ausgestattet mit einem sogenannten Armoring Kit, welches das Transportflugzeug gegen ballistische Angriffe schützt, wurden am 23. Juli 2018 erstmals Soldatinnen und Soldaten in den Einsatz Resolute-Support nach Masar–i Sharif im Norden Afghanistans geflogen. Seit Ende Juli 2018 bis zum Ende der Mission wurden diese Flüge in einem regelmäßigen Intervall durchgeführt. Nach der Ausstattung mit dem Armoring Kit und der Sanierung der Landebahn in Gao ist es seit September 2018 dem A400M möglich, Gao im Regelflugbetrieb auch mit Passagieren anzufliegen.
Am 1. August 2018 wurde auch die Rolle MedEvac für die A400M als einsatzbereit gemeldet. Hierbei können von einem elfköpfigen medizinischen Team an Bord zwei Intensivpatienten (Intensive Care) sowie zwei Patienten der Kategorie Intermediate Care und weitere zwei der Stufe Low Care betreut werden. Insgesamt sollen vier derartige Rüstsätze zur Verfügung stehen. Die A400M ergänzt die Fähigkeiten der A310 MRTT und der Transall C160 bei der strategischen medizinischen Evakuierung. Ende Oktober bzw. im November 2018 wurden die ersten MedEvac-Missionen geflogen. Der Aufwuchs der Flotte ermöglicht es, im Rahmen des EATC auch für verbündete Streitkräfte Transportaufträge zu übernehmen. So wurde am 7. Dezember 2018 ein Puma-Hubschrauber des Französischen Heers von Villacoublay (Frankreich) nach Cayenne (Französisch-Guayana) und eine Delegation nach Argentinien gebracht.
Im Juni 2019 beauftragte das Bundesamt für Ausrüstung, Informationstechnik und Nutzung der Bundeswehr (BAAINBw) Airbus Defence and Space damit, das J-MUSIC Directed Infrared Counter Measure (DIRCM)-System zur Abwehr infrarotgelenkter Flugkörper in das Defensive Aids Sub-System (DASS) der deutschen A400M zu integrieren und zu zertifizieren. Das DE DIRCM-System wird hierbei von Diehl Defence in Zusammenarbeit mit der israelischen Firma Elbit Systems beigestellt. Ab 5. Juli 2019 wurde erstmals eine deutsche A400M in der Tankerversion in den Einsatz verlegt. Sie soll im sogenannten Counter Daesh-Einsatz, von der jordanischen Al-Asrak-Airbase aus, Flugzeuge der internationalen Koalition versorgen. Der A400M hat dort bis einschließlich 17. August 2020 in 280 Einsatzflügen mit 1169 Flugstunden 1187 Luftbetankungsvorgänge für Luftfahrzeuge der Koalition durchgeführt.
Am 3. März 2021 wurden erstmals Fallschirmjäger der Bundeswehr im automatischen Reihensprung abgesetzt. Neben den Fallschirmjägern des Heeres nahmen auch Kräfte des Lufttransportgeschwaders 62 der Luftwaffe und Personal der Wehrtechnischen Dienststelle 61 teil. Für diese letzte Phase der Einsatzprüfung wurden erfahrene Fallschirmspringer aus der Luftlandebrigade 1 ausgewählt. Der Brigadekommandeur Brigadegeneral Jens Arlt sprang hierbei als erster Springer ab. Das Fallschirmsystem T-10 musste zur Nutzung in der A400M modifiziert und die Aufziehleine verlängert werden, um später eine Kollision der Springer bei gleichzeitigem Sprungbetrieb aus beiden Hecktüren zu vermeiden. Es ist vorgesehen die Anzahl der Springer in mehreren Etappen und Sprungdiensten sukzessive zu erhöhen, bis eine volle Maschine Fallschirmjäger in einem Anflug aus beiden Seitentüren gleichzeitig abgesetzt werden kann. Nach Abschluss aller Qualifizierungsmaßnahmen beabsichtigt das deutsche Heer, insgesamt 106 Soldaten pro A400M absetzen zu können.
Vom 16. August 2021 bis zum 26. August 2021 wurden fünf A400M beim Evakuierungseinsatz für deutsche Staatsbürger, Ausländer und Ortskräfte vom Flughafen Kabul zum Flughafen Taschkent in Usbekistan eingesetzt, nachdem beim Vormarsch der Taliban in Afghanistan 2021 Kabul besetzt wurde. Dabei musste in Kabul teils nachts eine unbeleuchtete und nicht in voller Länge zur Verfügung stehende Landebahn angesteuert werden. Um nur möglichst kurz ein Ziel für mögliches feindliches Feuer zu bieten, wurde ein Steilsichtanflug durchgeführt. Bei einer der Maschinen seien während der Landung mehrere Reifen geplatzt. Alle A400M konnten Afghanistan jedoch später wieder aus eigener Kraft verlassen. Es war die erste Bewährungsprobe des Musters in einem Einsatz.
Für die zivile Wartung der deutschen A400M wird auf dem Fliegerhorst Wunstorf ein A400M-Wartungszentrum errichtet. Der Rat der Stadt Wunstorf gab im November 2022 grünes Licht für den Bau. Im Frühjahr 2023 können die Bauarbeiten beginnen. Ab 2026 soll Airbus hier im Auftrag der Bundeswehr die zivile Wartung des A400M durchführen. Die Anlagen dafür sollen am östlichen Ortsrand von Großenheidorn auf einer Fläche von ca. 13,06 ha errichtet werden.
Am 14. September 2023 wurden mit zwei A400M der Luftwaffe 30 Tonnen Hilfsgüter des Technischen Hilfswerks in das von Sturmtief „Daniel“ betroffene Gebiet nach Libyen geflogen. Ab dem 10. April 2024 wurden durch einen A400M der Luftwaffe Hilfsgüter über dem nördlichen Gazastreifen abgeworfen.

#### Frankreich

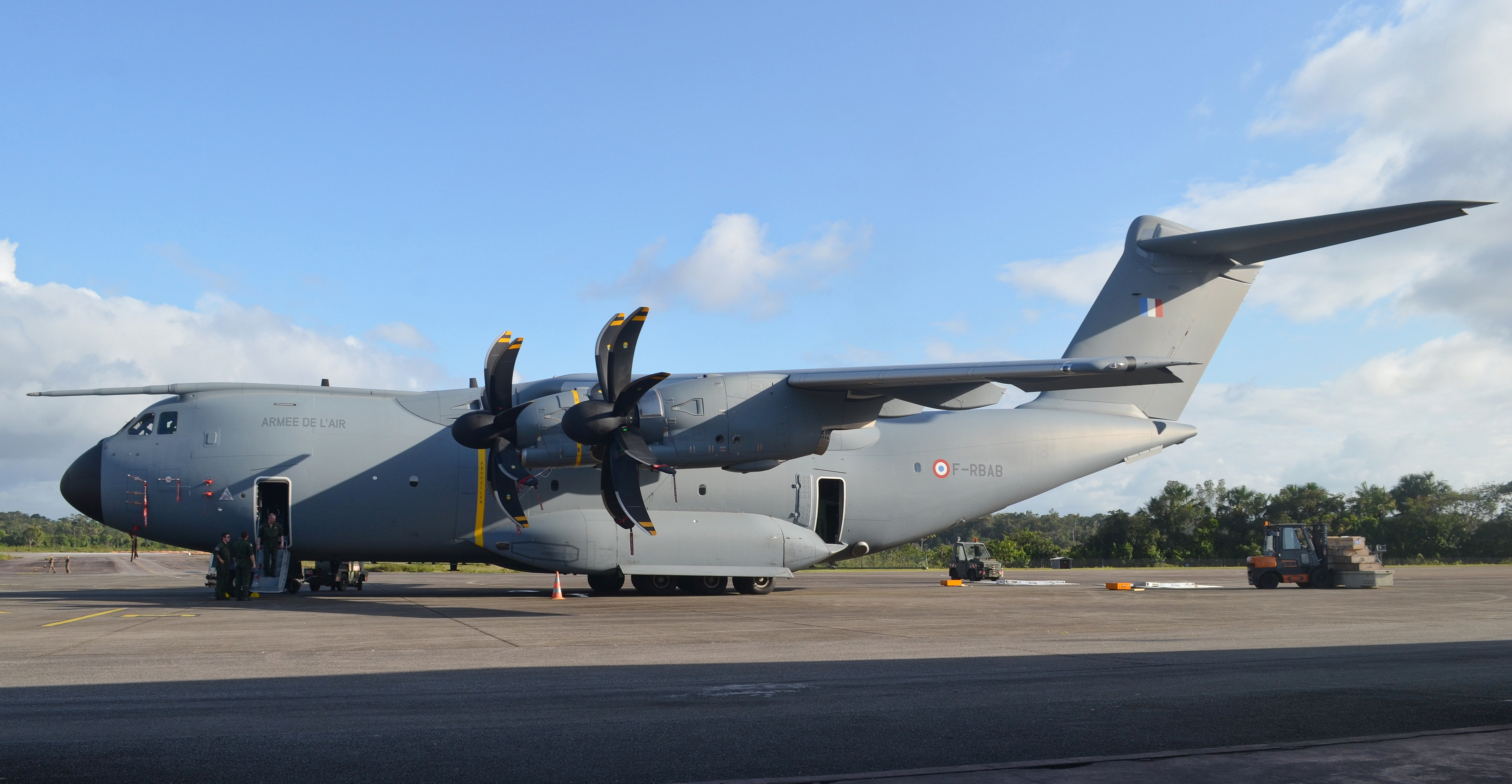
Französische A400M in Cayenne, Französisch-Guayana, März 2014

Die Armée de l’air, erster Nutzer überhaupt, stationierte ihre erste A400M seit August 2013 beim MEST A400M 2/338 (Multinational Entry into Service Team A400M 02/0338), das den Einführungslehrgang auf dem Militärflugplatz Orléans-Bricy, dem französischen Typstützpunkt, durchführte. Offiziell übernahm die französische Luftwaffe ihre erste Maschine am 30. September 2013. Die Ausbildung der Besatzungen und Techniker findet gemeinsam mit Deutschland statt, die taktische Ausbildung in Orléans, die Musterberechtigung der Piloten und die Ausbildung der Techniker in Wunstorf. Einige Exemplare sind nach Städten mit (auch früheren) Luftwaffenbasen benannt wie Cambrai, Colmar, Lyon, Metz, Orléans oder Toulouse. Am 29. Dezember 2013 führte die französische Luftwaffe den ersten offiziellen Einsatzflug von Orléans nach Mali durch.
Wegen der nicht zufriedenstellenden Verfügbarkeit der französischen A400M richtete Airbus eine Task Force ein mit dem Ziel, die Einsatzbereitschaft bis April 2018 auf 50 % der zehn momentan vorhandenen Maschinen zu steigern. Im September 2018 begann die Armée de l’air den A400M zur Unterstützung der Operation Barkhane auch von den unbefestigten, teils sehr kurzen Feldflugplätzen Tessalit und Ménaka  (Mali) und Aguélal und Madama (Niger) einzusetzen. Im Mai 2019 übernahm die französische Luftwaffe den fünfzehnten A400M. Hierbei handelte es sich um die erste Maschine, welche über den taktischen Standard verfügt. Diese Konfiguration umfasst unter anderem eine erweiterte Fähigkeit auf unbefestigten Pisten zu starten und zu landen sowie die Fähigkeit Landeanflüge bei jedem Wetter mittels des Autopiloten durchführen zu lassen. Drei zuvor gelieferte Maschinen wurden auf diesen Standard hochgerüstet. Die restlichen elf bereits ausgelieferten A400M der französischen Luftwaffe, die sich schon im Inventar befinden, sollen ebenfalls auf diesen Standard hochgerüstet werden. Weitere Planungen sehen vor zwei zusätzliche Funktionen zu implementieren: Das Absetzen schwerer Lasten von bis zu 16 Tonnen über die Heckrampe sowie das Auftanken von einer zentralen Stelle mittels einer Schlauchtrommeleinheit (HDU, Hose Drum Unit), die bei Nichtnutzung im Laderaum aufbewahrt wird. Kampfflugzeuge werden bereits über die Wing-Pods des A400M aufgetankt. Diese Fähigkeit besitzen alle fünfzehn französischen Maschinen bereits. Die Armée de l’air erwartet im Zeitraum bis 2025 den Zulauf von zehn weiteren Maschinen, mit einer Gesamtanzahl von fünfundzwanzig im Jahre 2025.
Einsatzstaffeln:
- ET 1/61 „Touraine“, Transportstaffel, seit dem 17. September 2014 wieder aktiviert[203]
- ET 4/61 „Béarn“, Transportstaffel, seit dem 10. September 2021 wieder aktiviert[204]

Geplant:
- ET ?/61 „Anjou“, Transportstaffel, geplant, bis 2020 eine Transall-Staffel in Evreux

#### Indonesien
Die Regierung Indonesiens genehmigte Anfang 2017 die Finanzierung des Kaufes von fünf Airbus A400M zur Modernisierung der Luftwaffe des Landes. Am 29. März 2017 schlossen die indonesische Pelita Air und Airbus eine Absichtserklärung über den Kauf einer noch zu bestimmenden Anzahl A400M für den Zivilschutz ab. Im März 2018 wurde bekannt, dass der Kauf von zwei Maschinen für zivile Transporte beabsichtigt sei, die von der staatlichen Indonesian Trading Company (PPI) beschafft und mit Unterstützung der indonesischen Luftwaffe betrieben werden sollten.
Im November 2021 bestellte das indonesische Verteidigungsministerium schließlich zwei Airbus A400M in der Konfiguration als Mehrzweck Tank- und Transportflugzeug. In einem Letter of Intent hat Indonesien darüber hinaus den Erwerb weiterer vier Maschinen angekündigt.

#### Kasachstan
Kasachstan hat 2021 bei Airbus zwei A400M inklusive eines vollständigen Wartungs- und Trainingspaketes bestellt. Die erste Maschine (Seriennummer MSN 139) wurde im Jahr 2024 an Kasachstan ausgeliefert.

#### Malaysia

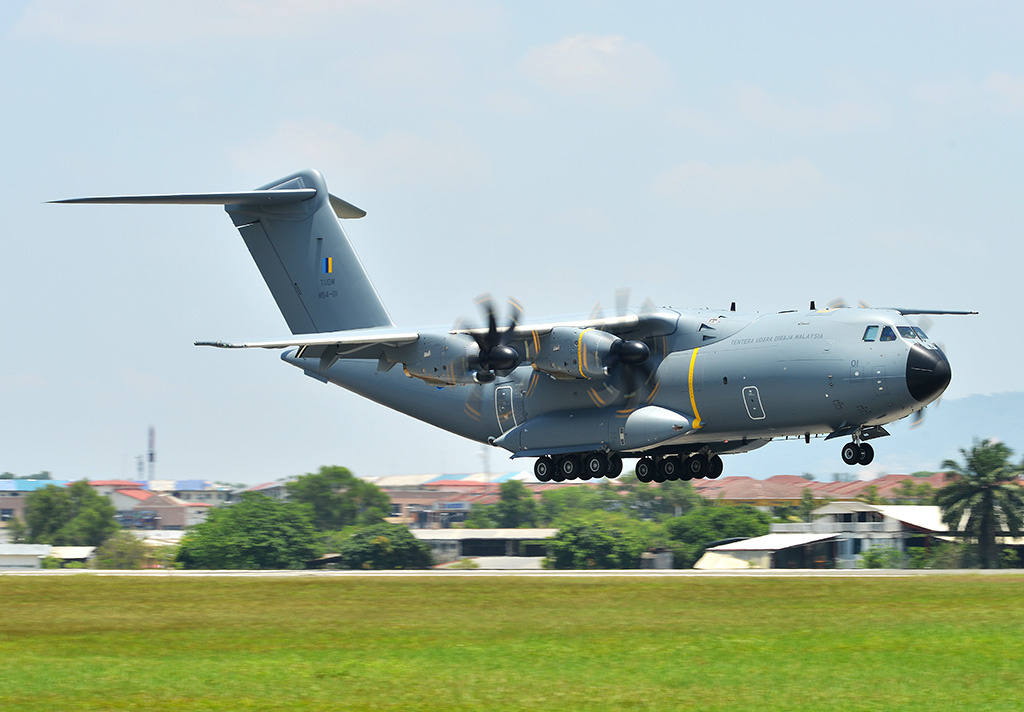
Landung der ersten A400M Malaysias in Kuala Lumpur, März 2015

Betreiber der vier A400M Atlas der Royal Malaysian Air Force ist die neu gegründete 22. Squadron an der Luftwaffenbasis TUDM Subang in Kuala Lumpur. Der Erstflug der malaysischen Version fand am 30. Januar 2015 und die erste Auslieferung am 9. März 2015 statt. Das erste Flugzeug wurde am 15. März 2015 an seinem neuen Heimatstützpunkt empfangen, die Übernahme des letzten war am 9. März 2017 in Sevilla.

#### Spanien
Spanien übernahm am 17. November 2016 seine erste A400M. Das Ejército del Aire setzt den neuen Transporter auf der Base Aérea de Zaragoza im 31. Geschwader (Ala 31) ein. Zuvor waren dort zwei Staffeln mit Lockheed C-130 Hercules stationiert. Aufgrund der Wirtschaftskrise sollen von den 27 bestellten Maschinen bis zum Jahr 2022 nur 14 geliefert werden, die weiteren 13 erst ab 2025. Spanien stattet alle Maschinen für Satellitenkommunikation aus und beschafft flexibel einsetzbare Rüstsätze für Selbstschutz und Luftbetankung: Neun Selbstverteidigungssysteme und Panzerungen, neun flügel- und drei rumpfgestützte Betankungsanlagen. Im Januar 2019 flog das Ejército del Aire erstmals eine A400M nach Bamako, Mali. Der Flug diente zur Unterstützung von EUTM Mali und Operation Barkhane.

#### Türkei
Der Erstflug der türkischen Version fand am 9. August 2013 statt. Die türkische Regierung hatte im Dezember 2013 erklärt, das Flugzeug nicht entgegennehmen zu wollen. Die Gründe dafür blieben unklar. Erst am 4. April 2014 traf das erste Exemplar auf dem türkischen Flughafen Kayseri ein. Die Türk Hava Kuvvetleri betreiben ihre A400M Atlas durch das dortige 12. Lufttransport-Haupteinsatzbasis-Kommando.

#### Vereinigtes Königreich

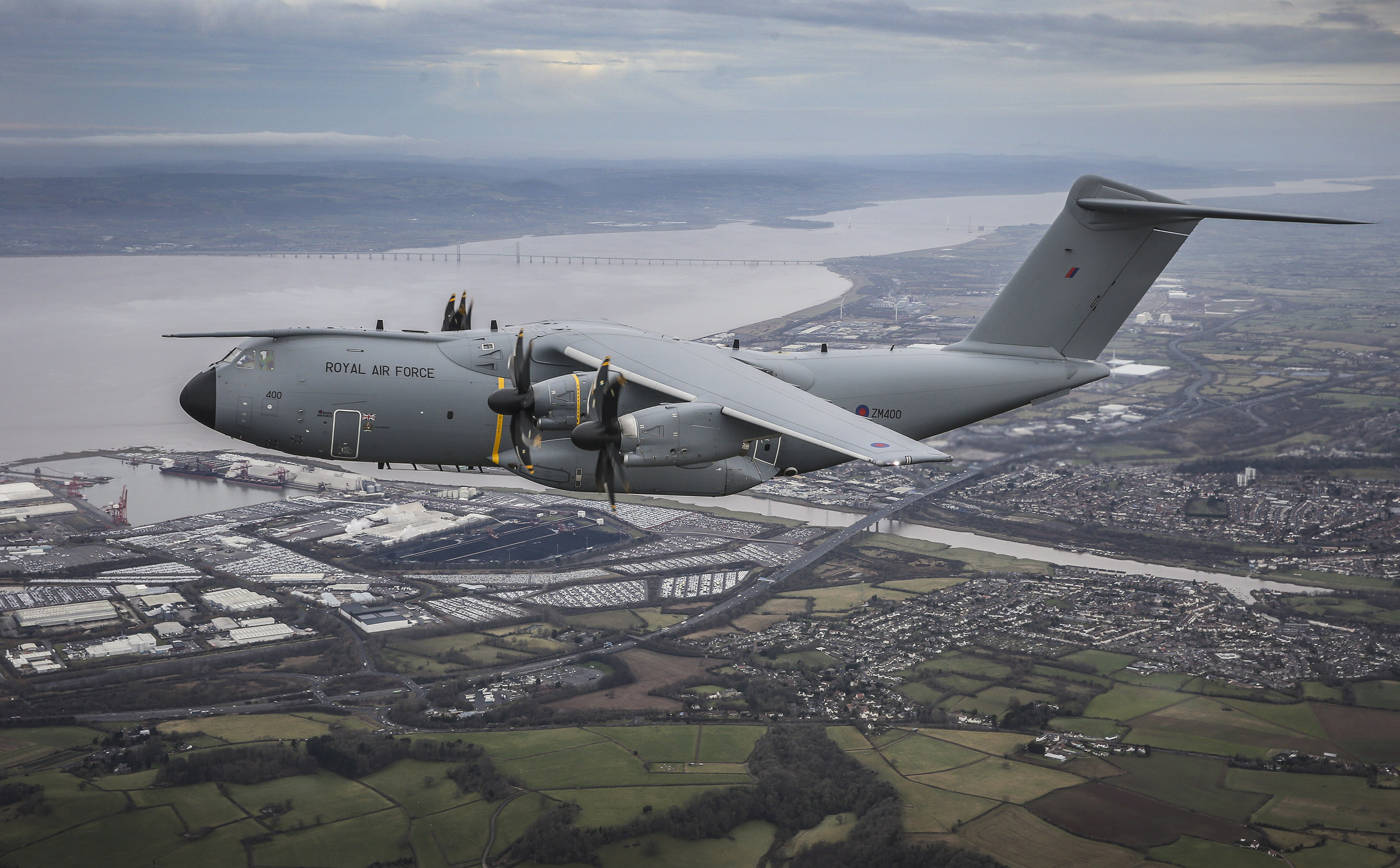
Die ZM400 City of Bristol der RAF fliegt über der namensgebenden Stadt

Die Royal Air Force stationiert alle Transportflugzeuge in RAF Brize Norton; dazu gehört seit dem 14. November 2014 die A400M, die langfristig zwei Einsatzstaffeln und eine Umschuleinheit ausrüsten soll. Der Erstflug der britischen Version fand am 30. August 2014 statt. Die RAF gab zudem im März 2013 bekannt, die Atlas nicht als Tankflugzeug einsetzen zu wollen und keine Umrüstsätze zu beschaffen, da man diese Fähigkeiten bereits mit der Voyager abdecken würde.
- 24. Squadron, Umschuleinheit (fliegt parallel noch die Hercules)
- 30. Squadron, Einsatzstaffel, Wiederaufstellung als A400M-Verband am 29. September 2021.[217]
- 70. Squadron, Einsatzstaffel, Wiederaufstellung als seinerzeit erster Atlas-Einheit am 1. Oktober 2014,[218] feierliche Aufnahme des Transportdienstes am 23. Juli 2015.[219] Im September 2015 verlegte ein Luftfahrzeug der Staffel in die Vereinigten Staaten, um die Möglichkeiten auszutesten, amerikanische Kampffahrzeuge wie den Stryker zu transportieren.[220]
- Bei Bedarf nutzt die 206. Squadron die Maschinen zur Erprobung.

Das erste Exemplar trägt zu Ehren des britischen Produktions-Standortes den Namen „City of Bristol“. Bei seinem ersten Einsatzauftrag im Rahmen der Erprobung lieferte es am 3. März 2015 Fracht zur Basis RAF Akrotiri auf Zypern. Seit April 2018 ist permanent eine Atlas zum No. 1312 Flight auf dem Luftwaffenstützpunkt RAF Mount Pleasant auf den Falklands abkommandiert. Von dort aus erfüllt sie sowohl Transport-, als auch Seeaufklärungs- und Search-and-Rescue-Aufträge im Bereich der Falklands, Südgeorgien und den Südlichen Sandwichinseln. Sie löste in dieser Aufgabe die C130J Super Hercules ab. Die RAF nutzt die Atlas auch wiederholt für humanitäre Missionen: so im Oktober 2018 für den Transport von 17,5 Tonnen Hilfsgütern nach Balikpapan in Indonesien nach einem Tsunami, und zum Transport von 20 Tonnen Hilfsgütern in das vom Zyklon Idai schwer getroffene Mosambik im März 2019. Im Dezember 2020 nutzte die RAF mehrere Atlas um das Vorauskommando des britischen MINUSMA-Kontingents nach Gao in Mali zu verlegen.

### Liste der Serienflugzeuge
Die Liste beginnt mit der Seriennummer MSN007, die ihren Erstflug am 6. März 2013 hatte und am 1. August 2013 an Frankreich ausgeliefert wurde. Zu den vorausgehenden Seriennummern siehe die Liste der Prototypen.
| Serien- nummer | Erstflug      | Auslieferung  | Nation                 | Kenn- zeichen | Anmerkungen |
| --- | ------------- | ------------- | ---------------------- | ------------- | --- |
| MSN007 | 6. März 2013  | 1. Aug. 2013  | Frankreich             | F-RBAA        | Erste Serien-A400M. |
| MSN008 | 7. Juni 2013  | 6. Nov. 2013  | Frankreich             | F-RBAB        | |
| MSN009 | 9. Aug. 2013  | 4. Apr. 2014  | Türkei                 | 13-0009       | |
| MSN010 | 23. Jan. 2014 | 25. Juli 2014 | Frankreich             | F-RBAC        | |
| MSN011 | 24. Feb. 2014 | 13. Aug. 2014 | Frankreich             | F-RBAD        | |
| MSN012 | 12. Mai 2014  | 8. Sep. 2014  | Frankreich             | F-RBAE        | |
| MSN013 | 30. Juli 2014 | 22. Dez. 2014 | Türkei                 | 13-0013       | |
| MSN014 | 10. Okt. 2014 | 12. Dez. 2014 | Frankreich             | F-RBAF        | |
| MSN015 | 30. Aug. 2014 | 17. Nov. 2014 | Vereinigtes Königreich | ZM400         | |
| MSN016 | 23. Okt. 2014 | 5. Feb. 2016  | Vereinigtes Königreich | ZM401         | Nach der Installation des Selbstverteidigungssystems in Getafe wurde das Flugzeug zunächst von Airbus Defence & Space als Versuchsträger eingesetzt.                                            |
| MSN017 | 19. Nov. 2014 | 27. Feb. 2015 | Vereinigtes Königreich | ZM402         | |
| MSN018 | 14. Okt. 2014 | 18. Dez. 2014 | Deutschland            | 54+01         | |
| MSN019 | 23. Jan. 2015 | 19. Juni 2015 | Frankreich             | F-RBAG        | Erste an Frankreich gelieferte Maschine mit der Fähigkeit zum Absetzen von Fallschirmspringern im freien Fall über die Heckklappe.                                                              |
| MSN020 | 22. März 2015 | 6. Juli 2015  | Vereinigtes Königreich | ZM403         | |
| MSN021 | 10. Apr. 2015 | 5. Feb. 2016  | Vereinigtes Königreich | ZM404         | |
| MSN022 | 30. Jan. 2015 | 9. März 2015  | Malaysia               | M54-01        | |
| MSN023 | 9. Mai 2015   | –             | Türkei                 |               | Absturz beim Erstflug. |
| MSN024 | 2. Juli 2015  | 10. Sep. 2015 | Vereinigtes Königreich | ZM405         | |
| MSN025 | 17. Juli 2015 | 2. Okt. 2015  | Vereinigtes Königreich | ZM406         | |
| MSN026 | 7. Aug. 2015  | 11. Mai 2016  | Vereinigtes Königreich | ZM407         | |
| MSN027 | 20. Aug. 2015 | 12. Dez. 2016 | Vereinigtes Königreich | ZM408         | |
| MSN028 | 9. Sep. 2015  | 25. Nov. 2015 | Türkei                 | 14-0028       | |
| MSN029 | 2. Okt. 2015  | 18. Dez. 2015 | Deutschland            | 54+02         | |
| MSN030 | 14. Okt. 2015 | 2. Dez. 2015  | Deutschland            | 54+03         | |
| MSN031 | 16. Nov. 2015 | 22. Dez. 2015 | Frankreich             | F-RBAH        | Erstes französisches Flugzeug mit einem Sichtverstärkungssystem EVS (Enhanced Vision System).                                                                                                   |
| MSN032 | 19. Nov. 2015 | 23. Dez. 2015 | Malaysia               | M54-02        | |
| MSN033 | 4. Feb. 2016  | 10. Juni 2016 | Frankreich             | F-RBAI        | |
| MSN034 | 25. Jan. 2016 | 16. Sep. 2016 | Vereinigtes Königreich | ZM409         | |
| MSN035 | 15. Feb. 2016 | 14. Juli 2016 | Deutschland            | 54+04         | |
| MSN036 | unbekannt     | 11. Juni 2016 | Malaysia               | M54-03        | |
| MSN037 | 18. Mai 2016  | 27. Juli 2016 | Frankreich             | F-RBAJ        | |
| MSN038 | 9. Mai 2016   | 22. Juli 2016 | Vereinigtes Königreich | ZM410         | |
| MSN039 | 26. Aug. 2016 | 28. Okt. 2016 | Vereinigtes Königreich | ZM411         | |
| MSN040 | 14. Juli 2016 | 9. Sep. 2016  | Deutschland            | 54+05         | |
| MSN041 | 30. Sep. 2016 | 21. Dez. 2016 | Deutschland            | 54+06         | |
| MSN042 | 31. Okt. 2016 | 16. März 2017 | Vereinigtes Königreich | ZM412         | |
| MSN043 | unbekannt     | 12. Dez. 2016 | Deutschland            | 54+07         | Erstes deutsches Flugzeug mit taktischen Fähigkeiten und dem Selbstschutzsystem DASS (Defensive Aids Sub-System).                                                                               |
| MSN044 | 5. Sep. 2016  | 17. Nov. 2016 | Spanien                | T.23-01       | |
| MSN045 | 21. Okt. 2016 | 10. Feb. 2017 | Vereinigtes Königreich | ZM413         | |
| MSN046 | 26. Okt. 2016 | 31. Jan. 2017 | Deutschland            | 54+08         | |
| MSN047 | 4. Jan. 2017  | 17. März 2017 | Vereinigtes Königreich | ZM414         | |
| MSN048 | 3. Feb. 2017  | 30. Juni 2017 | Deutschland            | 54+10         | |
| MSN049 | 3. Feb. 2017  | 31. Mai 2017  | Deutschland            | 54+09         | |
| MSN050 | 16. Jan. 2017 | 12. März 2017 | Malaysia               | M54-04        | |
| MSN051 | 1. Feb. 2017  | 7. Apr. 2017  | Türkei                 | 15-0051       | |
| MSN052 | 14. Feb. 2017 | 14. Juni 2017 | Vereinigtes Königreich | ZM415         | |
| MSN053 | 2. Dez. 2016  | 3. Jan. 2017  | Frankreich             | F-RBAK        | |
| MSN054 | 15. März 2017 | 27. Sep. 2017 | Deutschland            | 54+11         | |
| MSN055 | 11. Apr. 2017 | 14. Juli 2017 | Türkei                 | 16-0055       | |
| MSN056 | 6. Feb. 2018  | 11. Okt. 2022 | Vereinigtes Königreich | ZM420         | vor Auslieferung im Test- und Vorführbetrieb bei Airbus |
| MSN057 | 26. Apr. 2017 | 11. Aug. 2017 | Deutschland            | 54+12         | |
| MSN058 | 24. Juli 2017 | 17. Okt. 2017 | Vereinigtes Königreich | ZM416         | |
| MSN059 | 18. Juli 2017 | 29. Sep. 2017 | Deutschland            | 54+13         | |
| MSN060 | 31. Juli 2017 | 19. Okt. 2017 | Vereinigtes Königreich | ZM417         | |
| MSN061 | 18. Sep. 2017 | 17. Nov. 2017 | Deutschland            | 54+14         | |
| MSN062 | 21. Sep. 2017 | 1. Dez. 2017  | Frankreich             | F-RBAL        | |
| MSN063 | 22. Sep. 2017 | 7. Dez. 2017  | Deutschland            | 54+15         | |
| MSN064 | 13. Nov. 2017 | 16. Jan. 2018 | Deutschland            | 54+16         | |
| MSN065 | 25. Okt. 2017 | 19. Dez. 2017 | Frankreich             | F-RBAM        | |
| MSN067 | 15. Dez. 2017 | 7. März 2018  | Deutschland            | 54+17         | |
| MSN069 | 9. Jan. 2018  | 22. März 2018 | Deutschland            | 54+18         | |
| MSN070 | 19. Okt. 2017 | 22. Dez. 2017 | Spanien                | TK.23-02      | |
| MSN071 | 22. Feb. 2018 | 15. Mai 2018  | Deutschland            | 54+19         | |
| MSN072 | 30. Jan. 2018 | 4. Mai 2018   | Vereinigtes Königreich | ZM418         | |
| MSN073 | 30. Jan. 2018 | 20. März 2018 | Frankreich             | F-RBAN        | |
| MSN074 | 27. März 2018 | 27. Sep. 2018 | Deutschland            | 54+20         | |
| MSN075 | 31. Aug. 2022 | 15. Dez. 2022 | Frankreich             | F-RBAT        | |
| MSN076 | 27. Apr. 2018 | 27. Sep. 2018 | Spanien                | TK.23-03      | |
| MSN077 | 13. Apr. 2018 | 28. Juni 2018 | Vereinigtes Königreich | ZM419         | |
| MSN078 | 25. Apr. 2018 | 21. Juni 2018 | Türkei                 | 17-0078       | |
| MSN079 | 22. Mai 2018  | 9. Aug. 2018  | Deutschland            | 54+21         | Sonderfolierung Air Defender 2023 |
| MSN080 | 29. Juni 2018 | 17. Okt. 2018 | Türkei                 | 17-0080       | |
| MSN081 | 6. Juni 2018  | 13. Dez. 2018 | Deutschland            | 54+22         | |
| MSN082 | 18. Sep. 2018 | 10. Jan. 2019 | Spanien                | T.23-04       | |
| MSN083 | 6. Aug. 2018  | 6. Dez. 2018  | Deutschland            | 54+23         | |
| MSN084 | 15. Okt. 2018 | 24. Jan. 2019 | Deutschland            | 54+24         | |
| MSN085 | 2. Okt. 2018  | 21. Dez. 2018 | Deutschland            | 54+25         | |
| MSN086 | 21. Nov. 2018 | 3. Mai 2019   | Deutschland            | 54+26         | |
| MSN087 | 9. Nov. 2018  | 7. März 2019  | Deutschland            | 54+27         | |
| MSN088 | 23. Jan. 2019 | 30. Apr. 2019 | Deutschland            | 54+28         | |
| MSN089 | 23. Jan. 2019 | 26. Apr. 2019 | Frankreich             | F-RBAO        | |
| MSN090 | 21. Feb. 2019 | 23. Mai 2019  | Deutschland            | 54+29         | |
| MSN091 | 11. März 2019 | 27. Juni 2019 | Deutschland            | 54+30         | |
| MSN092 | 16. Apr. 2019 | 8. Aug. 2019  | Deutschland            | 54+31         | |
| MSN093 | 29. März 2018 | 20. Juni 2019 | Türkei                 | 17-0095       | |
| MSN094 | 10. Juni 2019 | 7. Aug. 2019  | Türkei                 | 17-0096       | |
| MSN095 | 2. Sep. 2019  | 4. Dez. 2019  | Frankreich             | F-RBAP        | |
| MSN096 | 18. Sep. 2019 | 16. Jan. 2020 | Deutschland            | 54+32         | |
| MSN097 | 6. Juni 2019  | Aug. 2019     | Spanien                | T .23-05      | |
| MSN098 | 11. Juli 2019 | 30. Okt. 2019 | Spanien                | T .23-06      | |
| MSN099 | 11. Okt. 2019 | 10. Jan. 2020 | Spanien                | T .23-07      | |
| MSN100 | 11. Okt. 2019 | 30. Juli 2019 | Deutschland            | 54+33         | |
| MSN101 | 2. Dez. 2019  | 12. März 2020 | Spanien                | T.23-08       | |
| MSN102 | 16. Jan. 2020 | 24. Apr. 2020 | Frankreich             | F-RBAQ        | |
| MSN103 | 26. Feb. 2020 | 22. Juni 2020 | Deutschland            | 54+34         | |
| MSN104 | 13. Apr. 2020 | 7. Okt. 2020  | Luxemburg              | CT-01         | im belgischen Melsbroek stationiert, zusammen mit Belgien betrieben |
| MSN105 | 18. Mai 2020  |               | Deutschland            | 54+35         | verbleibt weiterhin zum Mustereinbau „DIRCM“ bei AIRBUS in Spanien; Der Eigentumsübergang (Transfer of Title) erfolgt mit Abschluss der DIRCM-Qualifikation und ist für September 2023 geplant. |
| MSN106 | 30. Juli 2020 | 22. Dez. 2020 | Belgien                | CT-02         | |
| MSN107 | 22. Mai 2020  | 4. Dez. 2020  | Deutschland            | 54+36         | |
| MSN108 | 5. Aug. 2020  | 21. Dez. 2020 | Spanien                | TK.23-09      | |
| MSN109 | 7. Okt. 2020  | 3. März 2021  | Belgien                | CT-03         | |
| MSN110 | 18. Nov. 2020 | 25. März 2021 | Frankreich             | F-RBAR        | Mit Fähigkeitstandards Absetzen aus der Luft (Automatiksprung aus beiden Türen simultan) und Tiefflug                                                                                           |
| MSN111 | 14. Dez. 2020 | 24. Mai 2021  | Spanien                | TK.23-10      | 100. ausgelieferter A400M |
| MSN112 | 25. März 2021 | 2. Sept. 2021 | Spanien                | TK.23-11      | |
| MSN113 | 18. März 2021 | 12. Nov. 2021 | Deutschland            | 54+37         | |
| MSN114 | 2. Juli 2021  | 23. Sep. 2021 | Belgien                | CT-04         | |
| MSN115 | 9. Juli 2021  | 2. Dez. 2021  | Deutschland            | 54+38         | |
| MSN116 | 22. Juli 2021 | 10. Nov. 2021 | Belgien                | CT-05         | |
| MSN117 | 17. Sep. 2021 | 14. Jan. 2022 | Belgien                | CT-06         | |
| MSN118 | 29. Nov. 2021 | 30. März 2022 | Türkei                 | 21-0118       | |
| MSN119 | 10. Dez. 2021 | 11. Mai 2022  | Belgien                | CT-07         | |
| MSN120 | 12. Jan. 2022 | 26. Mai 2022  | Spanien                | T.23-12       | |
| MSN121 | 17. Feb. 2022 | 13. Juli 2022 | Spanien                | T.23-13       | |
| MSN122 | 26. Jan. 2022 | 19. Juli 2022 | Frankreich             | F-RBAS        | |
| MSN123 | 20. Apr. 2022 | 16. Sep. 2022 | Deutschland            | 54+40         | |
| MSN125 | 12. Juli 2022 | 21. Dez. 2022 | Deutschland            | 54+39         | |
| MSN126 | 12. Aug. 2022 | 15. Nov. 2022 | Deutschland            | 54+41         | |
| MSN127 | 27. Okt. 2022 | 14. Feb. 2023 | Frankreich             | F-RBAU        | |
| MSN128 | 1. Dez. 2022  | 25. Apr. 2023 | Spanien                | T.23-14       | |
| MSN129 | 3. Feb. 2023  | 22. Mai 2023  | Vereinigtes Königreich | ZM421         | |
| MSN130 | 17. März 2023 | 24. Nov. 2023 | Frankreich             | F-RBAV        | |
| MSN131 | 11. Mai 2023  | 18. Aug. 2023 | Deutschland            | 54+43         | |
| MSN132 | 24. Mai 2023  | 14. Nov. 2023 | Deutschland            | 54+44         | |
| MSN133 | 31. Aug. 2023 | 12. Jan. 2024 | Belgien                | CT-08         | |
| MSN134 | 4. Sep. 2023  | 12. Jan. 2024 | Frankreich             | F-RBAW        | |
| MSN135 | 23. Okt. 2023 | 1. März 2024  | Deutschland            | 54+45         | |
| MSN136 | 12. Jan. 2024 | 26. Apr. 2024 | Deutschland            | 54+42         | |
| MSN137 | 27. Feb. 2024 | 25. Juni 2024 | Frankreich             | F-RBAX        | |
| MSN138 | 5. März 2024  | 19. Juni 2024 | Deutschland            | 54+46         | |
| MSN139 | 10. Juni 2024 | 5. Dez. 2024  | Kasachstan             | 21            | |
| MSN140 | 13. Juni 2024 | 29. Okt. 2024 | Deutschland            | 54+47         | |
| MSN141 | 31. Juli 2024 | 4. Dez. 2024  | Deutschland            | 54+48         | |
| MSN142 |               | 13. Dez. 2024 | Frankreich             | F-RBAY        | |
| MSN143 | 7. Nov. 2024  |               | Deutschland            | 54+49         | |
| Sofern bekannt, wird als Auslieferungstermin das Datum der Übergabe an den Kunden in Sevilla genannt, ansonsten dasjenige der Überführung zur Heimatbasis. |               |               |                        |               | |

## Zwischenfälle
Am 9. Mai 2015 stürzte die für die türkische Luftwaffe vorgesehene A400M mit der Fertigungsnummer MSN023 bei ihrem ersten Testflug in Spanien ab. Vier Besatzungsmitglieder kamen dabei ums Leben und zwei weitere wurden schwer verletzt. Der im September 2017 an die spanische Justiz übergebene technische Untersuchungsbericht bestätigte einen bereits früh nach dem Unfall bekannt gewordenen Fehler im Zusammenhang mit der Motorensoftware als Unfallursache, ohne einen direkten Verantwortlichen zu benennen.

## Technische Daten
| Kenngröße                        | Daten |
| -------------------------------- | --- |
| Besatzung                        | zwei Piloten, ein Ladungsmeister                                                                                     |
| Länge                            | 45,10 m |
| Spannweite                       | 42,36 m |
| Flügelfläche                     | 221,50 m² |
| Flügelstreckung                  | 8,12 |
| Flächenbelastung                 | minimal (Leermasse): 355 kg/m² maximal (max. Startmasse): 637 kg/m²                                                  |
| Höhe                             | 14,70 m |
| Frachtraumabmessung              | Länge: 17,71 m Breite: 4,00 m Höhe: 3,85 m (4,00 m hinter den Tragflächen)                                           |
| Frachtraumvolumen                | 340 m³ |
| Leermasse                        | 078.600 kg |
| max. Landemasse                  | 122.000 kg |
| max. Startmasse                  | 141.000 kg |
| max. Nutzlast                    | 037.000 kg (31.500 kg für einzelne Frachtgüter, z. B. Panzerfahrzeuge)                                               |
| max. Kraftstoffvorrat            | 50,5 t |
| Höchstgeschwindigkeit            | ca. 750 km/h auf 10.000 m Flughöhe 555 km/h auf Meereshöhe                                                           |
| Dienstgipfelhöhe                 | 12.300 m für Sonderoperationen 11.275 m normal                                                                       |
| Reichweite                       | 3300 km (bei max. Nutzlast) 4535 km (bei 30 t Zuladung) 6390 km (bei 20 t Zuladung) 8700 km (Überführungsreichweite) |
| minimal benötigte Landebahnlänge | 0625 m |
| minimal benötigte Startbahnlänge | 0940 m (1690 m bei MTOW 141 t und Start nach zivilen Regeln)                                                         |
| Triebwerke                       | 4 × EPI TP400-D6-Turboprop-Triebwerke mit je 8250 kW                                                                 |

## A400M im Film
- Im Intro des Films Mission: Impossible – Rogue Nation wurde eine A400M für eine Stuntsequenz verwendet. Der Hauptdarsteller Tom Cruise wurde dabei während des Startvorganges außen an das Flugzeug geschnallt.[296]
- Im Film Das Jerico Projekt mit Kevin Costner in der Hauptrolle wurde der A400M explizit erwähnt und in zwei Szenen gezeigt (Abflug Dover Air Force Base).
- Im Film Der Pakt werden die Hauptdarsteller in einer A400M ausgeflogen.